# 맨해튼 계획
맨해튼 계획 또는 맨해튼 프로젝트(영어: Manhattan Project)는 제2차 세계 대전 중에 미국이 주도하고 영국과 캐나다가 공동으로 참여했던 핵폭탄 개발 프로그램이다. 맨해튼 계획은 레슬리 그로브스 소장이 지휘하는 미국 육군 공병대의 관할로 1942년부터 1946년까지 진행되었다. 민관 합동으로 진행된 맨해튼 계획의 군사 부문은 맨해튼 지구(영어: Manhattan District)라 불렸고, 전체 프로젝트를 총괄하는 공식 이름은 대체 자원 개발(영어: Development of Substitute Materials)이었다. 맨해튼은 공식명을 대신하는 미국측 암호명이었고, 영국 측 참가 조직의 암호명은 튜브 앨로이스(영어: Tube Alloys, 특수강관(特殊鋼管))이었다.
맨해튼 계획은 1939년에 극소수(처음 예산은 6천 달러였다)로 출발하였지만 1945년에는 고용 인구 13만 명, 사용 예산 약 20억 달러(인플레이션을 감안한 2020년 화폐가치로 환산하면 약 230억 달러가 된다)로 성장하였다. 비용의 90% 이상은 공장의 건축과 핵분열 원료의 구입에 사용되었고, 10% 정도는 무기 개발에 사용되었다. 연구 개발과 제조는 미국, 영국, 캐나다 등에 있는 30곳 이상의 지역에 분산되어 진행되었고, 일부는 기밀 지역이었다.
전쟁 기간 동안 두 종류의 핵폭탄이 개발되었다. 하나는 우라늄-235를 탄두로 사용한 포신형 핵분열 무기로, 자연에 존재하는 우라늄 가운데 0.7%를 차지하는 우라늄-235를 농축하여 탄두로 제작한 것이다. 우라늄-235는 동위 원소인 우라늄-238과 원자량이 거의 같기 때문에 이 둘을 분리하여 농축하는 것은 매우 힘든 작업이었다. 핵탄두의 제조 공정은 농축 우라늄을 생산하는 공정과 캘루트론(영어: Calutron)이라 불린 동위 원소 분리 공정, 그리고 기체확산법과 열영동을 이용한 우라늄-235의 농축 공정이 있었다. 이 공정들은 대부분 테네시주 오크리지에서 이루어졌다.
또 다른 종류의 핵폭탄은 플루토늄을 탄두로 사용한 것이었다. 플루토늄은 워싱턴주 핸포드 사이트에 있는 반응로에서 만들어졌다. 플루토늄의 제법으로는 우라늄-238에 중성자를 조사(照射)하는 핵 전환이 사용되었다. 핵 전환으로 생성된 플루토늄은 화학적 분리 방법으로 농축되었다. 한편, 폭탄의 개발 및 제작은 뉴멕시코주에 있는 로스앨러모스 연구소에서 진행되었고, 포신형 보다 복잡한 내폭형으로 설계되었다.
1945년 7월 16일 사상 최초의 핵폭발 실험인 트리니티 실험이 진행되었다. 실험 이후 두 종류의 핵폭탄이 만들어졌다. 포신형 핵폭탄에는 리틀 보이라는 이름이 붙었으며, 내폭형 핵폭탄은 팻 맨이라 불렸다. 미 국방부는 히로시마와 나가사키에 핵폭탄 투하를 결정하였다. 1945년 8월 6일 리틀 보이가 히로시마에 투하되었고, 8월 9일에는 팻 맨이 투하되었다.
맨해튼 계획은 매우 엄정한 기밀을 유지하며 진행되었다. 그러나 소련의 핵기술 첩보원들은 이미 프로그램 각 부분에서 암약하였다. 소련은 나치 독일의 독일 핵에너지 프로젝트에도 첩보원을 두고 있었고 양측의 정보를 수집하였다. 소련은 독자적인 핵무기 개발을 위해 독일의 핵 기술자를 납치하는 러시아 알소스 작전을 진행하였으며, 향후에는 맨해튼 계획의 핵 기술자를 납치하려는 계획도 세우고 있었다.
맨해튼 계획은 핵무기 제조가 최대 목표이긴 하였으나, 방사능의 의학적인 이용이나 핵추진력을 이용한 해군력 확보와 같은 방사선학의 다양한 적용에도 관심을 두고 있었다. 1947년, 맨해튼 계획의 업무는 미국 원자력 위원회로 이관되었다.

## 기원
1939년 8월, 물리학자인 실라르드 레오와 유진 위그너가 훗날 아인슈타인-실라르드 편지로 알려진 문서의 초안을 작성하였다. 이 문서에는 "엄청난 파괴력을 지닌 새로운 유형의 폭탄"이 개발될 수 있는 가능성이 언급되어 있었다. 이 편지는 알버트 아인슈타인의 서명을 받아 당시 미국 대통령 프랭클린 D. 루스벨트에게 전달되었다. 미국 정부는 이들의 제안을 받아들여 우라늄 광석을 비축하고 엔리코 페르미와 다른 과학자들이 핵 연쇄 반응 연구에 박차를 가하도록 요청하였다. 루스벨트는 미국 국립표준기술연구소에 근무하던 라이먼 제임스 브리그에게 S-1 우라늄 위원회를 이끌라고 요청하였다. 위원회는 아인슈타인-실라드르 편지에서 언급하는 주제들에 대해 검토한 후, 1939년 10월 21일 실라드르, 위그너, 에드워드 텔러 등을 면담하였다. 같은 해 11월, S-1 우라늄 협회는 루스벨트에게 "우라늄은 우리가 그 동안 알고 있던 어떤 것 보다 더 파괴력이 큰 폭탄의 재료가 될 수 있다"고 보고하였다.
브리그는 우라늄, 특히 우라늄-235를 추출하고 플루토늄을 발견하여야 하며, 이를 위해 167,000 달러의 예산으로 국가 방위 연구 위원회(영어: National Defense Research Committee, NDRC)를 설립하여야 한다고 요청하였다. 1941년 6월 28일, 루스벨트는 행정명령 제8807호에 서명하였고, 그에 따라 과학 연구 개발 사무소(영어: Office of Scientific Research and Development, OSRD)가 만들어졌다. 사무소의 소장은 버니바 부시가 맡았다. 사무소는 추가적으로 방대한 공학 프로젝트를 수행하게 되었고 국가 방위 연구 위원회는 과학 연구 개발 사무소의 부서로 흡수되어 S-1 우라늄 위원회가 되었다. 얼마 지나지 않아, 이 위원회는 보안을 위해 우라늄이라는 말을 빼고 S-1 위원회라 불리게 되었다.
1939년 6월 무렵 영국에서는 버밍엄 대학교의 오토 프리슈와 루돌프 파이얼스이 우라늄-235의 임계 질량을 조사하고 있었다. 두 사람은 최소한 10 Kg의 우라늄이 있어야 폭발을 일으킬 수 있다고 계산하였다. 1940년 3월 프리쉬와 파이에르스는 비망록에 영국의 원자 폭탄 제조 계획인 마우드 위원회(영어: MAUD Committee)의 회의 초록을 기록하였다. 마우드 위원회는 원자 폭탄의 개발을 만장일치로 의결하였다. 마우드 위원회의 위원이었던 오스트레일리아의 물리학자 마크 올리펀트는 1941년 8월 미국으로 건너가 아직 임계 질량에 대한 연구를 완료하지 못한 미국의 물리학자들에게 전달되었던 마우드 위원회의 자료를 발견하였다. 미국의 물리학자들이 이 자료에 관심을 보이지 않자, 올리펀트는 직접 우라늄 위원회의 회원들을 찾아다니며 설득하였다. 그 결과, 캘리포니아 대학교 버클리에서 근무하던 물리학자 어니스트 로렌스가 올리펀트의 자료에 흥미를 보였고, 로렌스와 함께 제임스 코넌트, 아서 콤프턴, 조지 페그럼 등의 물리학자들의 지지를 끌어낼 수 있었다. 이들은 올리펀트의 자료를 보고 원자폭탄의 제조가 가능하다고 인식하게 되었다.
루스벨트와 부통령이었던 헨리 웰러스, 그리고 버니바 부시는 1941년 10월 9일 회의를 갖고 원자 폭탄 개발을 추진하기로 하였다. 루스벨트는 원자 폭탄의 개발 진행을 육군에서 진행하도록 지시하는 한 편, 영국의 윈스턴 처칠 수상에게 협력 의사를 전달하였다.

## 가능성

### 제안

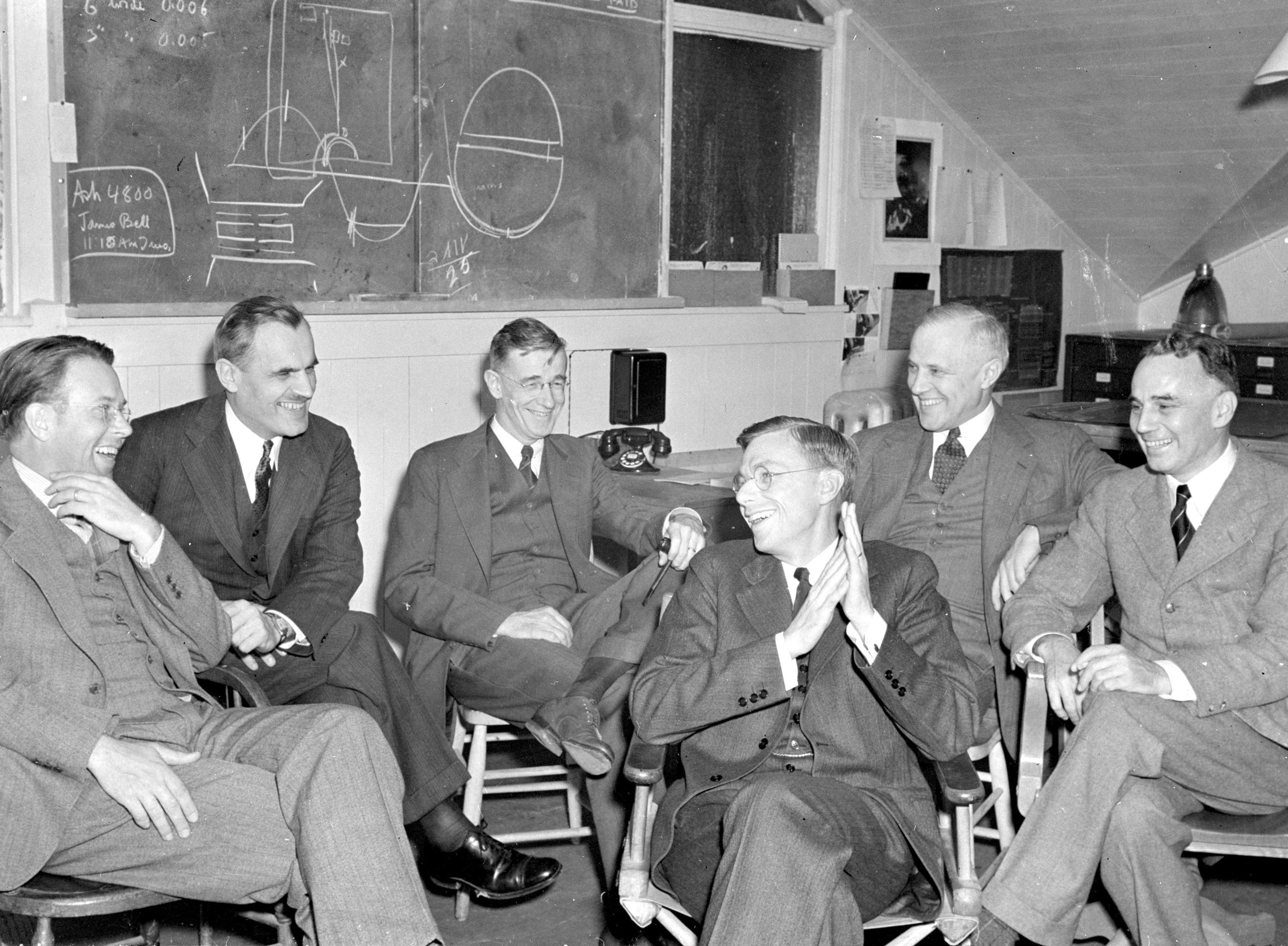
1940년 캘리포니아 대학교 버클리에서 회동 중인 어니스트 로렌스, 아서 콤프턴, 배너버 부시, 제임스 코넌트, 칼 캄프턴, 알프레드 리 루미스

1941년 12월 18일 S-1 위원회의 첫 회의가 열렸다. 진주만 공격과 미국의 일본과 독일에 대한 선전포고가 있은 지 얼마 안 되어 열린 회의는 "긴박함과 고조된 열기 속에" 진행되었다. 회의에서는 우라늄-238과 우라늄-235를 분리하는 세 가지 기술의 담당을 결정하였다. 캘리포니아 대학교 버클리의 로렌스가 이끄는 팀은 전자기적 분리 방법을 연구하기로 하였고, 컬럼비아 대학교의 에거 머프리와 제임스 웨이크필드 빔스 팀은 기체확산법을 연구하기로 하였으며, 카네기 연구소에 있었다가 뒤에는 해군 연구소로 옮긴 필립 아벨슨은 열영동을 연구하기로 하였다. 머프리는 결국 성공하지 못한 원심분리도 함께 연구하기로 하였다.
한편, 핵반응 기술에 대한 연구 역시 두 가지로 나뉘었다. 컬럼비아 대학교의 해럴드 클레이턴 유리는 중수를 이용한 연구를 하였고, 아서 콤프턴은 컬럼비아 대학교와 프린스턴 대학교 등의 연구자들과 협력하여 시카고 대학교에 야금 연구소(영어: Metallurgical Laboratory)를 만들었다. 1942년 초 야금 연구소는 흑연을 중성자 감속재로 사용하여 원자로의 핵 연쇄 반응을 제어하는 실험을 하였다. 1942년 3월 23일 브리그스, 캄프턴, 로렌스, 머프리, 어레이는 S-1 위원회의 최종권고안 작성을 위한 회의를 하고, 확보되어야 할 다섯 가지 기술을 정리하였다. 권고안은 부시와 코넌트, 그리고 미육군측 대표였던 브레혼 소머벨에게 제출되었다. 부시와 코넌트의 검토를 거친 권고안은 미육군 공병사령부를 통해 대통령에게 보고되었으며, 1942년 6월 17일 루스벨트는 문서에 "OK FDR" 이라 서명하였다.

### 폭탄 디자인

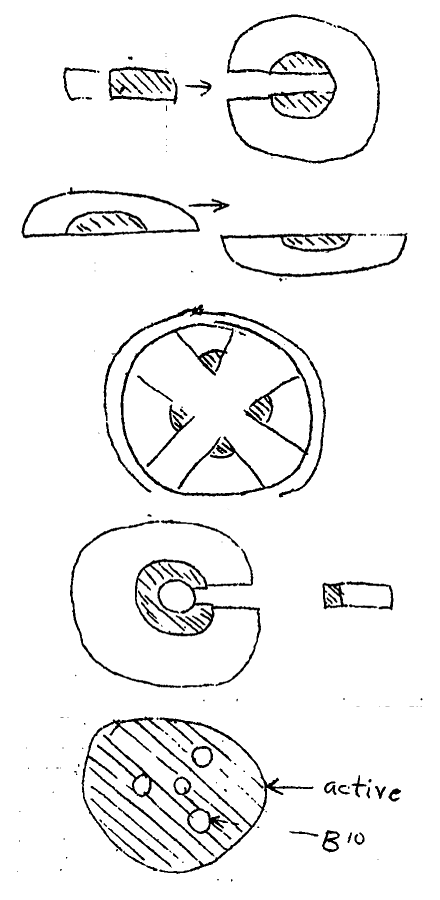
1942년 7월에 그려진 핵폭탄 디자인

콤프턴은 캘리포니아 대학교 버클리의 이론물리학자 로버트 오펜하이머에게 중성자 온도에 대한 연구를 요청하였다. 고속중성자 에너지에 대한 연구는 임계 질량에 대한 계산과 무기화의 핵심적 부분이었으나, 1942년 5월 18일에 보고된 그레고리 브라이트의 연구 이후 중단되어 있었다. 시카고 대학교 야금 연구소의 물리학자 존 먼레이는 오펜하이머를 도와 여러 나라에 흩어져 진행되고 있던 연구 결과를 모았다. 오펜하이머와 일리노이스 대학교의 로버트 세베르는 중성자가 어떻게 핵 연쇄 반응을 일으키는지 연구하여 핵분열에 대한 일반 이론을 정립하였다. 오펜하이머는 1942년 7월 동안 시카고 대학교와 캘리포니아 대학교 버클리를 오가며 한스 베테, 존 밴블렉, 에드워드 텔러, 에밀 코노핀스키, 로버트 세베르, 스턴 프란켈, 엘드레드 넬슨 등의 이론물리학자와 회의를 진행하였다. 이후에는 세 명의 오펜하이머의 제자를 비롯하여 실험물리학자인 펠릭스 블로흐, 에밀로 세그레, 존 먼레이, 에드윈 맥밀런 등과도 함께 작업하였다. 이들은 핵분열을 이용한 폭탄의 제조가 가능하다는 결론을 내렸다.
그러나, 여전히 알려지지 않은 것들이 있었다. 순수한 우라늄-235의 물리적 성질은 아직 완전히 밝혀지지 않았고, 플루토늄의 존재는 1941년에 와서야 글렌 시보그의 연구팀이 발견하였다. 버클리의 과학자들은 우라늄-235의 핵분열에 의한 폭발과 우라늄-238을 플루토늄으로 변환시킨후 핵분열을 일으키는 방식의 폭발을 놓고 회의를 계속하였다. 게다가 당시에 플루토늄은 사이클로트론에서 소량이 검출된 수준에 불과하였다. 심지어 1943년 12월까지도 비축된 플루토늄의 양은 2 밀리그램에 불과하였다. 또한, 임계 질량에 이르게 하는 방법 역시 다양한 것들이 제시되었다. 한 쪽에 "반응물"을 모아놓고 원통 모양 플러그인 "간섭자"를 쏘아 임계 질량에 도달하는 방법에서부터 둘로 나뉜 반응물을 서로 미끌어지도록 강하게 결합시켜 임계 질량에 도달하는 방법까지 다양한 방법이 제시되었다. 폭발 양상에 대해서는 리처드 톨만은 타원형 폭발을 제시하였는데, 그는 타원형 폭발이 자체 촉매 작용을 불러올 가능성이 있기 때문에 폭발력을 보다 강화시킬 것으로 보았다.
핵분열을 이용한 폭탄 제조에 대한 이론적 기반이 완성될 무렵, 버클리의 물리학자들은 핵융합을 통해 중수소를 삼중수소로 변환하는 과정에서 강력한 에너지가 발생할 수 있다는 것을 발견하였다. 그들은 이것을 "슈퍼 원자 폭탄"이라 불렀는데, 이 이론은 전쟁 이후 수소 폭탄으로 현실화되었다. 당시에 테일러는 핵융합 폭탄을 계속하여 기획하였지만 베스는 이를 번번히 거절하였고, 결국 핵분열을 이용한 원자 폭탄을 제작하기로 결정하였다. 한편, 테일러는 원자 폭탄의 폭발을 기폭제로 하여 질소 핵의 핵융합 반응을 이끌 수 있다고 주장하였다. 베스는 그런 일이 일어날 수 없다고 보았고, "자가 증식하는 핵 연쇄 반응은 시작될 수 없다"고 보고하였다. 실제 수소 폭탄은 1952년에 처음으로 제작되었다.

## 조직

### 맨해튼 지구
1942년 6월 미국 육군 공병대의 사령관이었던 유진 레이볼드 소장은 제임스 C. 마셜 대령을 맨해튼 계획의 군사 부문 수장으로 임명하였다. 마셜은 워싱턴 D.C.에도 관련 사무실을 두었지만, 뉴욕 브로드웨이에 있는 타워 270에 공식적인 본부 사무소를 개설하였다. 마셜은 여기서 미육군공병대의 북대서양 부분을 지원하는 역할을 하였다.

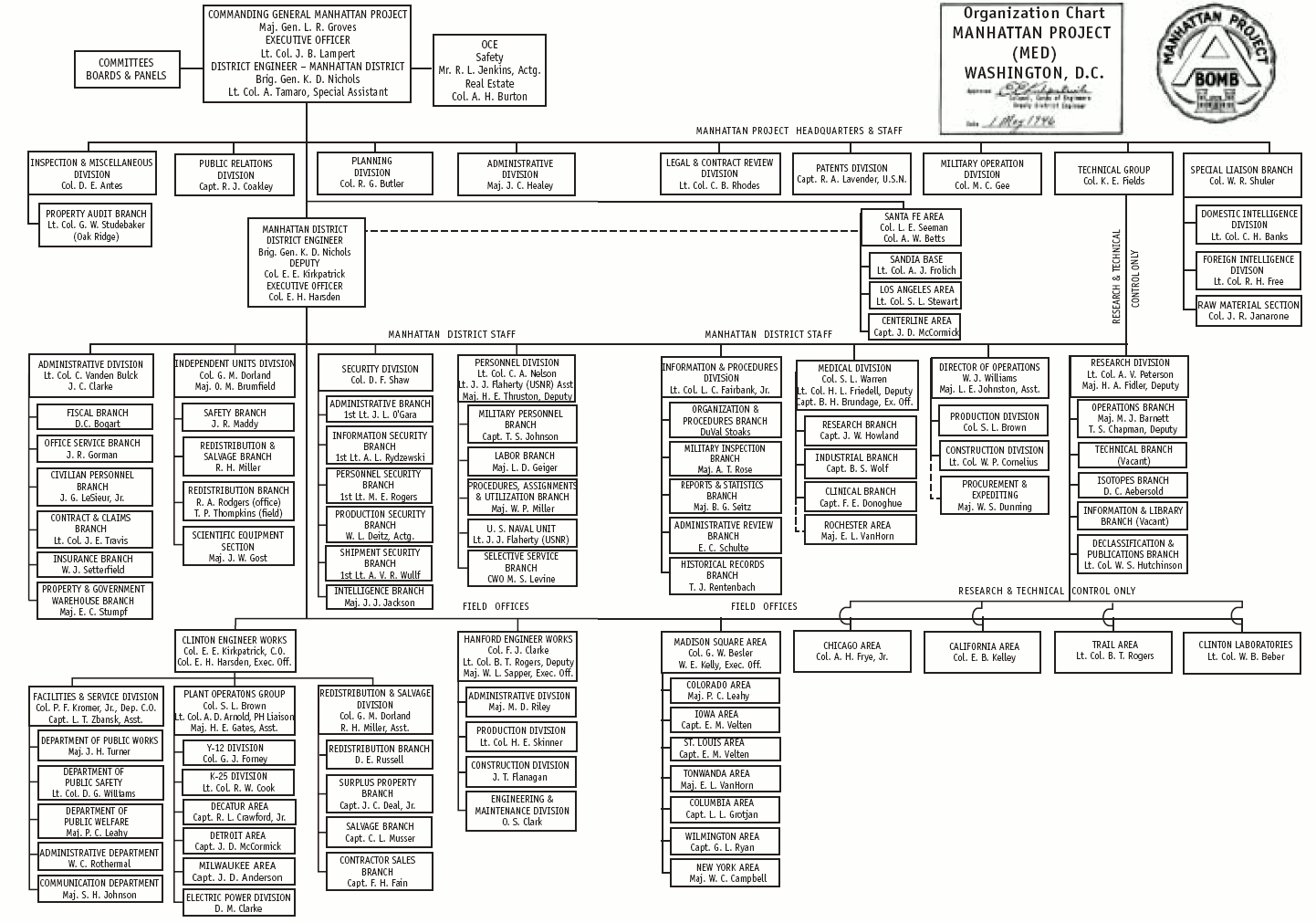
1946년 5월 1일 당시 맨해튼 계획 조직도

마셜은 맨해튼 계획을 위한 조직 구성을 위해 공병사령부의 건설 부문 책임자였던 토머스 M. 로빈스 소장, 그리고 그의 부관이었던 레슬리 그로브스와 협력하였다. 레이볼드, 서머벨, 스타일러 등은 계획의 공식 명칭을 "대체 자원 개발"로 명명하였다. 그러나, 그로브스는 그러한 이름은 적의 주의를 끌것이라 우려하였다. 공병사령부의 지구대는 통상 주둔지의 지명을 따는 것이 관례였기 때문에 계획의 군사 부문은 이미 "맨해튼 지구"라고 불리고 있었다. 8월 13일 레이볼드는 맨해튼 지구를 계획의 군사 부문에 대한 공식이름으로 승인하였다. 이후 맨해튼은 계획의 공식 암호명이 되었다.
마셜은 훗날 "나는 한 번도, 단 한 번도 원자 분열이란 것을 들어본 적이 없었다. 나는 그저 90억 달러의 예산으로 최소한 4개의 플랜트를 건설하여야 한다는 말을 들었을 뿐이다."라고 말하였다. 당시에는 펜실베이니아 주에 위치하였던 TNT 공장 하나를 짓는데도 128억 달러가 소요되었다. 그로브스가 이런 일을 마치 열 명에서 천 명 정도의 손님을 모신 연회를 준비하라는 듯이 지시하였기 때문에, 마셜은 심한 압박감을 느껴야했다. 맨해튼 계획에 참여한 민간부분 회사였던 스톤 앤 웹스터는 플랜트를 지을 지역을 이미 물색하여 놓은 상태였다. 1942년 루스벨트 대통령에게 보고된 군수물자 예산에는 플랜트의 후보지로 테네시주의 녹스빌이 선정되어 있었다. 이 지역은 다른 인구 밀집 지역에서 떨어져 있으면서 강이 인접하고 있어 용수 조달에 유리한 곳이었다. 조사팀은 추가 조사를 벌인 후 테네시 주의 엘자를 최종적으로 선정하였다. 우라늄의 정제와 관련하여 예정되었던 공정들 가운데는 로렌스의 전자기적 분리 방법만이 제작에 착수 될만큼 충분한 진척을 보였다.
마셜과 니콜스는 필요한 자원들을 결합하기 시작하였다. 첫 단계는 계획의 우선순위를 정하는 것이었다. 마셜은 계획의 각 요소에 AA-1에서부터 AA-4 까지의 등급을 부여하였고, 긴급한 사항은 AAA 등급을 부여하였다. AA-1과 AA-2 등급은 무기와 설비를 제작하는 데에 관련된 것이었다.

### 군사정책위원회

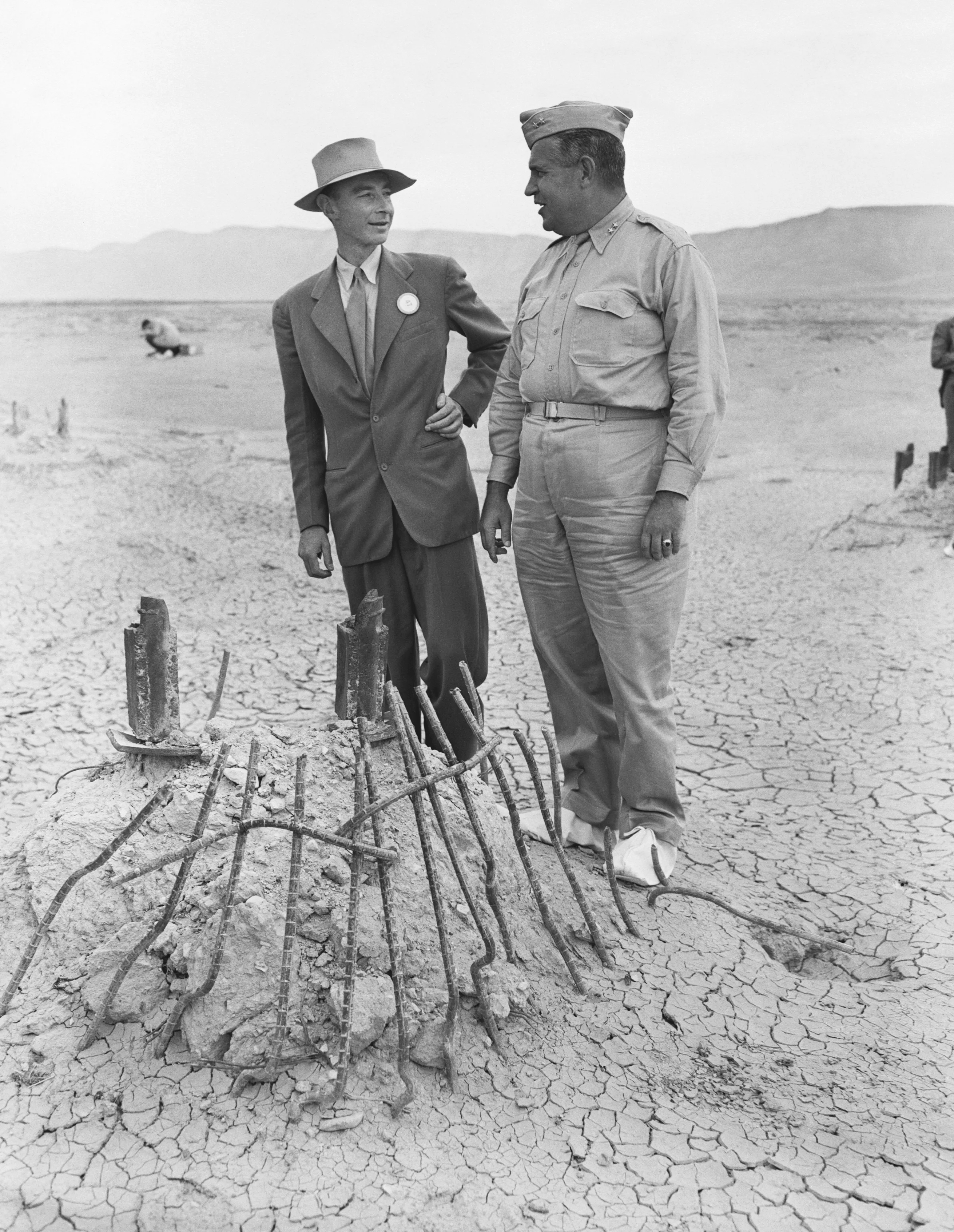
1945년 트리니티 실험 현장을 다시 찾은 로버트 오펜하이머와 레슬리 그로브스. 낙진 때문에 흰색 방제화를 신고 있다.

버니바 부시는 계획이 빠르게 진척되지 못하고 테네시 지역의 확보에 실패한데다 뉴욕 본부와 육군이 우선권에서 뒤로 밀리자 마셜에 대해 불만을 품게 되었다. 보다 적극적인 지도자가 필요하다고 느낀 부시는 하베이 번디와 마셜 장군, 섬머벨, 스타일러 등에게 계획 주관 기구를 상급 정책 위원회로 변경하여 주도록 요청하였다. 이후 맨해튼 계획의 총괄은 스타일러가 맡게 되었다.
서머벨과 스타일러는 군사 정책 책임자로 그로브스를 선정하였고, 11월 17일 마셜 장군에게 이를 통지하였다. 마셜 장군은 그로브스를 준장에 임명하였고, 이후 과학자들은 맨해튼 계획의 총책인 그로브스를 "장군"이라고 불렀다. 그로브스는 워싱턴 D.C. 헤리 S 트루먼 빌딩 5층에 본부를 두었다.

### 영국과의 협력
미국과 영국은 핵 정보를 서로 교환하고 있었지만, 처음에는 그리 많지 않았다. 1941년 영국은 부시와 코넌트가 튜브 앨로이스 계획의 협력을 강화하자고 하였을 때, 이를 거부하려 하였다. 그러나, 영국측이 보다 먼저 핵무기 개발을 시작하였는데도 미국에 비해 인력과 자원을 모을 수 없었기 때문에, 결국 튜브 알로이즈는 맨해튼 계획의 일부로 포함되게 되었다. 1942년 7월 30일 존 앤더슨 웨버리 자작은 처칠에게 "우린 사실을 직시해야 합니다. …… 우리가 해 놓은 선구적인 업적의 결과물은 점점 줄어들고 있습니다. 우리가 이것을 빨리 사용하여 서로의 공로를 합쳐야 합니다. 조만간 우리는 아무것도 갖지 못하게 될 것입니다."라고 조언하였다. 이 때, 계획에서 영국이 차지하는 지위는 이미 약화되고 있었고, 주도권은 미국으로 옮겨가고 있었다.
1943년 8월 처칠과 루스벨트는 핵무기 개발 협력을 위한 퀘벡 조약을 체결하였다. 또한, 이를 확장하여 전후시기에 대한 부속조약으로 하이드 파크 조약을 1944년 11월에 체결하였다. 퀘백 조약에 의해 미국, 영국, 캐나다의 협력을 위한 합동 정책 위원회를 구성하였다. 스팀슨, 부시, 그리고 코난트는 합동 정책 위원회의 미국측 위원으로 참여하였고, 필드 마셜, 존 딜 경, 그리고 존 저스틴 레월린은 영국측 위원으로, C.D. 호우는 캐나다측 위원으로 참여하였다.

## 계획이 진행된 곳
맨해튼 계획은 여러 곳에서 분산되어 진행되었다. 우라늄의 정제와 무기의 제조 과정 가운데 중요한 공정들은 오크리지에서 진행되고, 폭탄의 개발과 관련한 연구는 대부분 로스앨러모스에서 추진되었다. 이 밖에도 트리니티 실험이 진행된 알라모고드로, 무기 제조가 진행된 핸포드 등이 계획상 중요한 거점이었다. 그 밖의 미국 내 여러 장소와 캐나다, 영국 등지에도 계획과 관련된 연구 개발이 진행되었다. 아래의 지도는 북아메리카에서 맨해튼 계획을 진행한 연구 개발 장소들이다.

북아메리카에 있던 맨해튼 계획의 주요 연구·개발 장소

### 오크리지

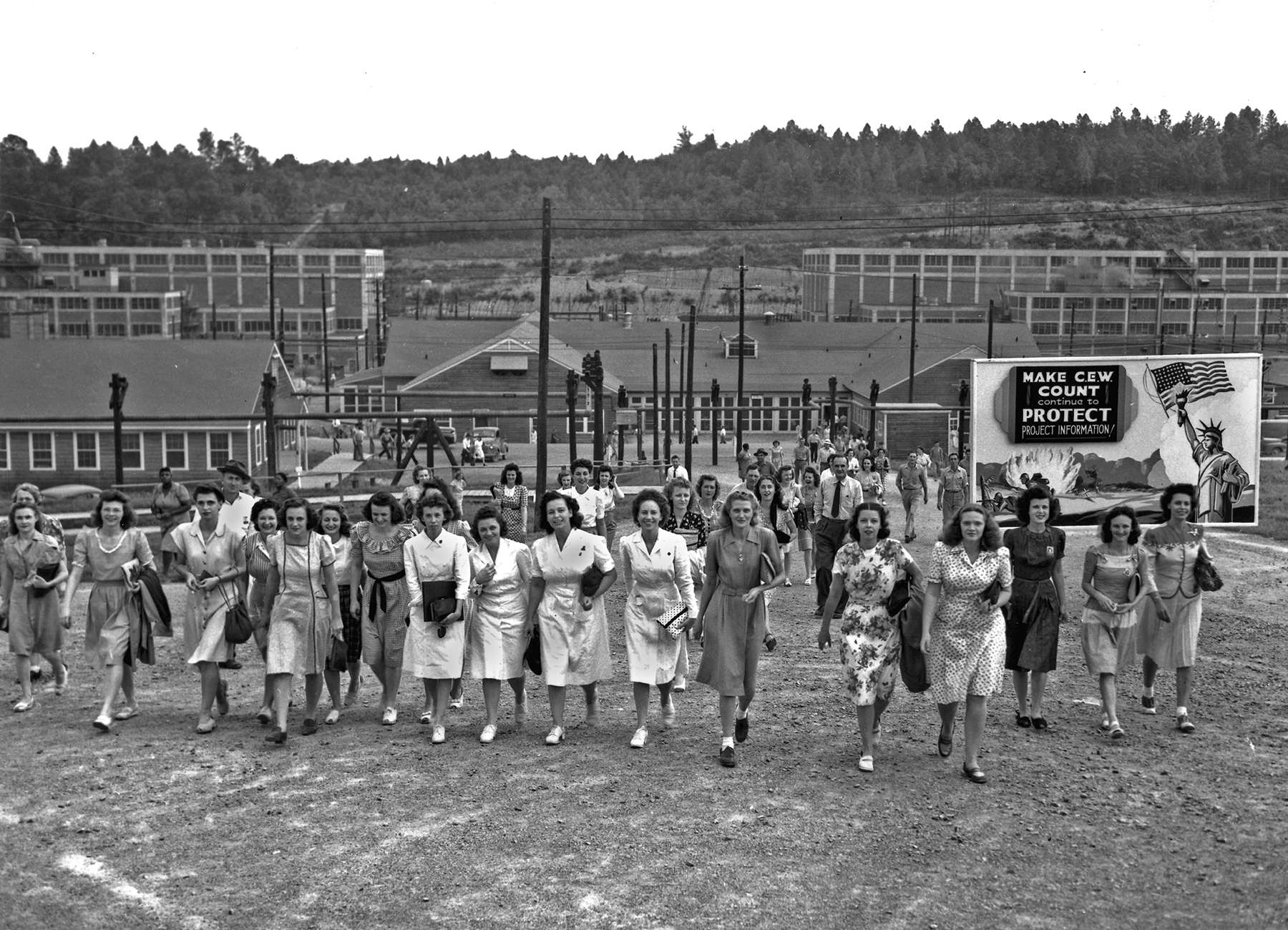
오크리치에 위치한 Y-12 우라늄 농축장의 모습. 1945년 5월 당시 클린턴 공장에 고용된 사람은 약 82,000명에 달했다.

그로브스는 맨해튼 계획의 책임자가 된 직후 테네시주로 가서 공장 건설 후보지를 검토하였고, 마음에 들어 하였다. 9월 29일, 전시 국무 차관이자 미육군 공병사령부의 지휘권을 갖고 있었던 로버트 페터슨은 3백50만 달러를 들여 23,000 헥타르의 부지를 마련하는 입안을 승인하였다. 실제 공장은 12,000 헥타르가 더 추가되었고, 10월 7일 1천여 세대에 해당 지역에서 이주하라는 명령이 발표되었다. 지역 주민들은 이러한 명령에 항의하였으나 1943년 의회는 해당 지역 사용을 의결하였다. 11월 중순 미국 연방보안관은 용역을 고용하여 농장을 폐쇄하고 지역민을 추방하였다. 일부 세대에는 2주안에 이주하라는 통보가 전달되기도 하였다. 오크리지에 거주하던 세대들 가운데 상당 수는 이미 1920년대 그래이트 스모키 마운틴 국립공원의 설정 과정과 1930년대 노리스 댐의 건설 과정에서 고향을 떠나야 했던 이주민들이었다. 1945년 3월까지 토지보상금으로 260만 달러가 지급되었으며, 이것은 1 에이커 당 47 달러였다. 오크리지의 모든 지역에서 군당국의 허가를 받지 못한 세대는 거주할 수 없다는 공공 명령 2호가 공표되자, 테네시 주지사 프렌티스 쿠퍼는 이를 맹렬히 비난하였다.
1943년 초, 예전에 킹스턴 폭탄 사격장이었던 곳이 클린턴 공장으로 바뀌었다. 인근의 스키드모어 지역에 13,000 명이 거주할 수 있는 주거지역이 세워졌다. 근처에 블랙오크리지 산이 있었기 때문에 새롭게 생긴 마을의 이름을 오크리지라고 정했다. 1943년 8월 육군은 맨해튼 공병 지구대의 본부를 오크리지로 옮겼지만 지구대의 이름을 바꾸지는 않았다. 오크리지의 인구는 1945년 5월 75,000명에 달했다. 당시 클린턴 공장의 고용인구는 82,000명이었다. 현재 부지에는 미국 국립 연구소 중 가장 큰 규모의 오크리지 국립연구소가 위치하고 있다.

### 로스앨러모스

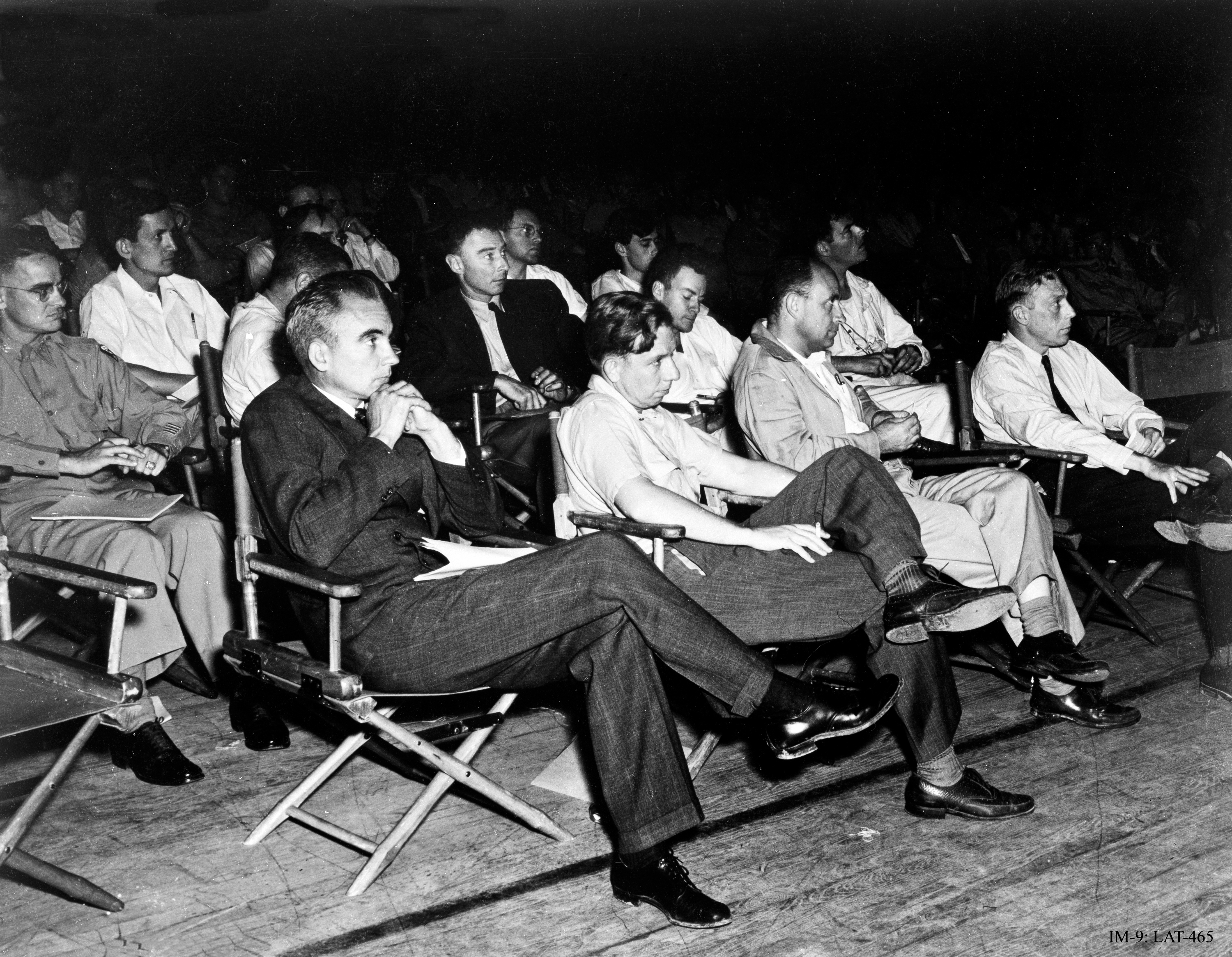
로스앨러모스 연구소에 모인 맨해튼 계획에 참가한 물리학자들. 1946년 촬영. 왼쪽부터 노리스 브라드버리, 존 먼레이, 엔리코 페르미, J. M. B 켈로그. 두 번째 열 왼쪽은 로버트 오펜하이머, 오른쪽은 리처드 페인먼이다.

오크리지가 Y 계획의 실행 장소로 고려되는 동안, 오펜하이머는 맨해튼 계획에서 자신이 맡은 분야를 추진하기 위한 장소로 뉴멕시코주의 알부퀘크를 추천하였다. 오펜하이머는 그 곳에 자신의 목장을 가지고 있었다. 1942년 10월 맨해튼 계획을 위해 일하던 존 H 두들리 소령은 뉴멕시코 주를 둘러보고 헤이메즈 스프링을 적합지로 추천하였다. 11월 16일, 오펜하이머, 그로브스, 두들리 등은 현장을 답사하였다. 오펜하이머는 두들리가 추천한 곳이 낭떠러지로 둘러싸여 있어 연구원들이 폐쇄공포를 느낄 것 같다고 우려하였다. 현장답사를 마친 일행은 인근의 로스앨러모스 사립학교로 이동하였다. 오펜하이머는 로스앨러모스에서 보이는 산그레 데 크리스토 산의 풍경이 마음에 들었고 그곳에서 작업을 진행하길 희망하였다. 공학자들은 로스앨러모스의 도로 사정이 좋지 않다는 점을 우려하였지만 다른 사람들은 그리 문제가 되지 않는다고 여겼고, 결국 로스앨러모스를 선정하였다.
로스앨러모스 연구소의 부지 확보를 위해 1942년 11월 25일 22,000 헥타르가 44만 달러의 비용을 들여 마련되었고, 후일 3,600 헥타르가 추가되었다. 부지 마련 비용은 미국 연방 정부가 부담하였다. 연구소는 1942년 12월 착공되어 1943년 5월 완공하였으며, 건축에 30만 달러가 소요되었다. 로스앨러모스 연구소의 존재는 비밀이었으며 보안 유지를 위해 Y 구역 또는 더 힐(영어: The Hill)이라 불렸다.

## 우라늄 핵폭탄의 제조

### 광석 확보

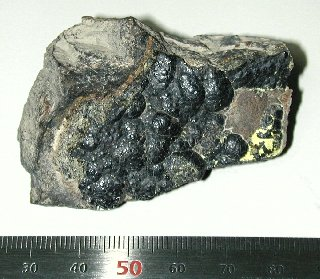
우라니나이트는 대개 산화우라늄으로 구성되어 있는 우라늄 광석이다.

맨해튼 계획의 가장 중요한 자원인 우라늄은 1940년에 네 곳의 집결지로 운반되었다. 콜로라도 주, 캐나다 북부, 체코슬로바키아, 그리고 벨기에령 콩고가 우라늄의 집결지였다. 1942년 11월 체코슬로바키아의 집결지가 독일 측에 점령당하였으나, 계획에 사용될 우라늄은 이미 안전하게 운반된 후였다. 미국 국무부의 니콜스는 벨기에령 콩고에 산화우라늄 12,00 t을 주문하여 스테이턴 섬의 창고에 보관하였고, 온타리오주의 포트 호프 광산을 운영하던 엘도라도 광업에 100 t을 주문하였다. 캐나다 정부는 회사의 주식을 매입하여 계획이 지속되도록 지원하였다.
우라늄 광석은 벨기에령 콩고의 신코로베 광산에 풍부하게 존재하였으나 광산이 운영되지 않고 있었다. 광산이 운영되지 않는 이유는 30% 지분을 갖고 있던 영국 투자자 때문이었고 영국측 계획 참여자였던 존 앤더슨 자작과 존 위넌트 대사가 이 문제를 해결하여, 맨해튼 계획은 1944년 5월 1720 LT의 우라늄 광석을 공급받을 수 있었다. 한편 미국측 맨해튼 계획 책임자였던 그로브스는 영국과 캐나다의 광석 소유권 문제를 회피하기 위해 별도로 콜로라도주 우라반에 있던 US 바나디움 코퍼레이션에 800 LT의 우라늄을 주문하였다.
우라늄 광석은 세인트루이스에 있는 멀린크로트 인코퍼레이티드 사에서 정제되었다. 정제 방법으로는 질산을 이용하여 질산우라늄을 생성하는 방법과 삼산화우라늄에 열을 가하여 이산화우라늄으로 변환하는 액체 치환 추출법 등이 쓰였다. 1942년 7월 멀린크로트는 매일 1톤 가량의 정제 우라늄을 생산하였다. 그러나, 우라늄을 농축하기 위해서는 순수 우라늄 금속이 필요하기 때문에 멀린크로트의 생산물을 재처리하여야 하였다. 처음에는 웨스팅하우스 전기 회사가 수산화 공정을 통해 이러한 재처리 작업을 하였으나, 처리 속도가 너무 느렸다. 1943년, 프랭크 스패딩이 책임자로 있던 아이오와 주립 대학의 재료공학 연구소는 에임스 공정을 개발하여 우라늄 정제 속도를 높일 수 있었다.

### 동위 원소 분리
자연 상태의 우라늄은 99.3%의 '우라늄-238'과 0.7%의 '우라늄-235'로 존재한다. 이 두 동위 원소는 원자량이 매우 비슷하기 때문에 일반적인 방법으로는 분리할 수 없다. 때문에 이 둘을 분리하기 위한 다양한 방법이 고안되었다. 대부분의 분리 작업은 오크리지에서 진행되었다.
우라늄 동위 원소의 분리에는 원심분리 기술이 효과가 없기 때문에, 맨해튼 계획에서는 전자기적 분리 기술과 가스 확산 분리 기술, 그리고 열 확산 분리 기술등이 검토되었고 이 모든 방법으로 동위 원소를 분리할 수 있었다. 1943년 2월, 그로브스는 농축율을 높이기 위해 한 설비에서 작업한 결과물을 다른 설비에서 재처리 하는 방안을 채택하였다.

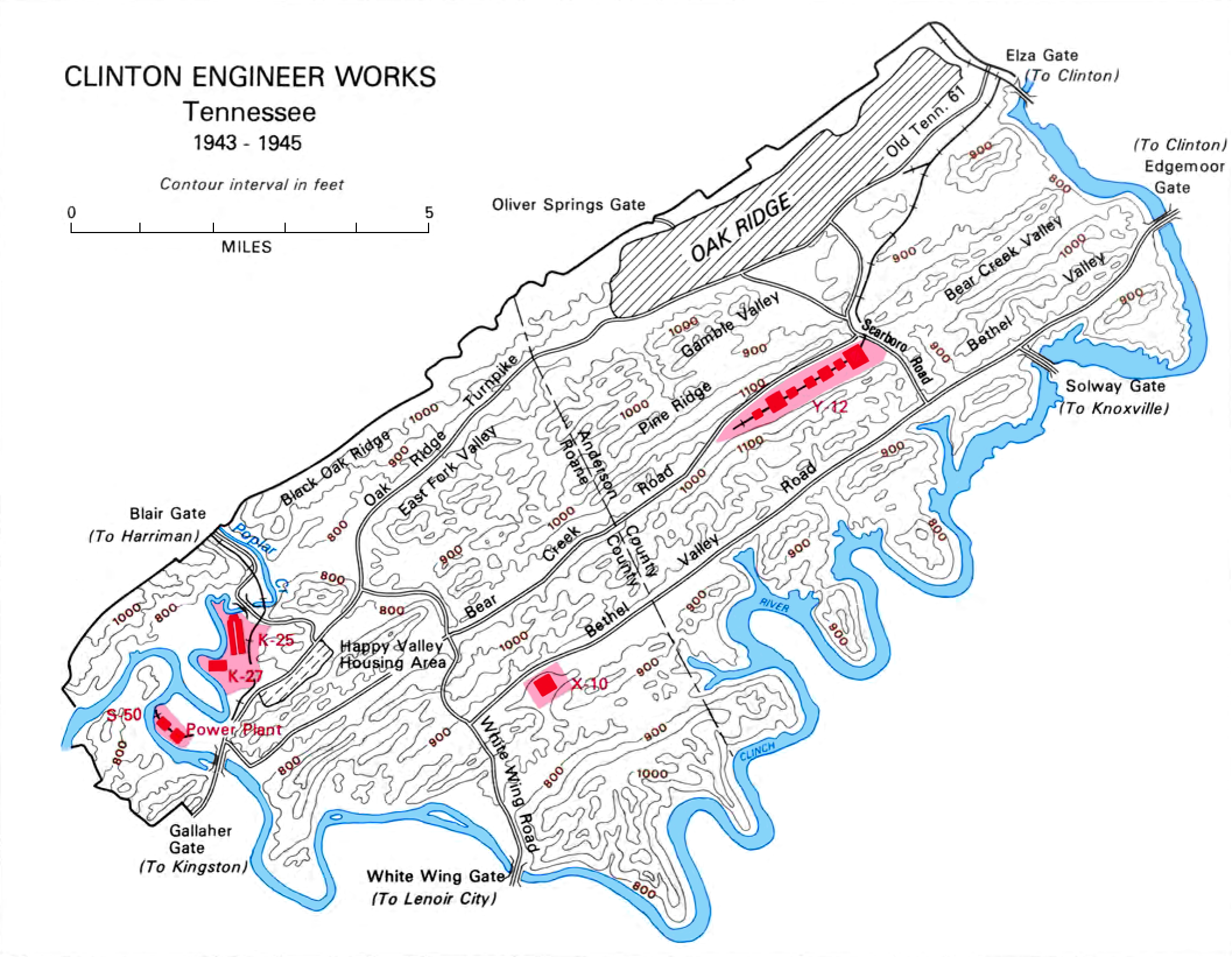
오크리지와 클린턴 공장

(마일)
올리버 스프링 게이트
엘자 게이트
에저무어 게이트
블레어 게이트
 오크리지
 Y-12 전자기적 분리설비
 X-10 플루토늄 생산 설비
 K-27 가스확산 분리설비
 K-25 가스확산 분리설비
 S-50 열영동 분리설비
캘라허 게이트
화이트윙 게이트
론 카운티 ⇐ ⇒ 엔더슨 카운티

#### 원심분리
1942년 4월 원심분리에 의한 우라늄 농축이 제안되었다. 버지니아 대학교의 제스 빔즈는 1930년대부터 원심분리에 의한 우라늄 농축 공정을 연구해 오고 있었지만, 기술적으로 매우 어려운 작업이었다. 원심분리로 우라늄-238과 우라늄-235를 분리하려면 원심분리기의 속도가 매우 빨라야 한다. 그러나 당시 기술로서는 그러한 속도를 내는 모터를 개발할 수 없었다. 빔즈는 1941년부터 컬럼비아에서 기화된 육불화우라늄의 기체를 이용하여 우라늄-235를 분리하는 데 성공하였다. 그는 이를 바탕으로 원심분리에 의한 우라늄 농축기를 디자인하였다.
빔즈의 디자인을 바탕으로 어레이와 코헨은 하루에 1 Kg의 농축 우라늄을 생산할 수 있으려면 1 미터 크기의 원심분리 설비 5만개 또는 4 미터 크기의 원심분리 설비 1만개가 있어야 한다고 계산하였다. 이것은 원심분리 설비가 최고 속도로 끊임없이 가동된다는 전제 하에 계산된 것이었다. 빔즈는 설비를 개량하면 60% 정도 효율이 상승할 것이라 예측하였다. 그러나 설비 개량은 성공하지 못하였다. 1942년 11월 군사 정책 위원회는 원심분리 방식을 포기하였다.

#### 전자기적 분리

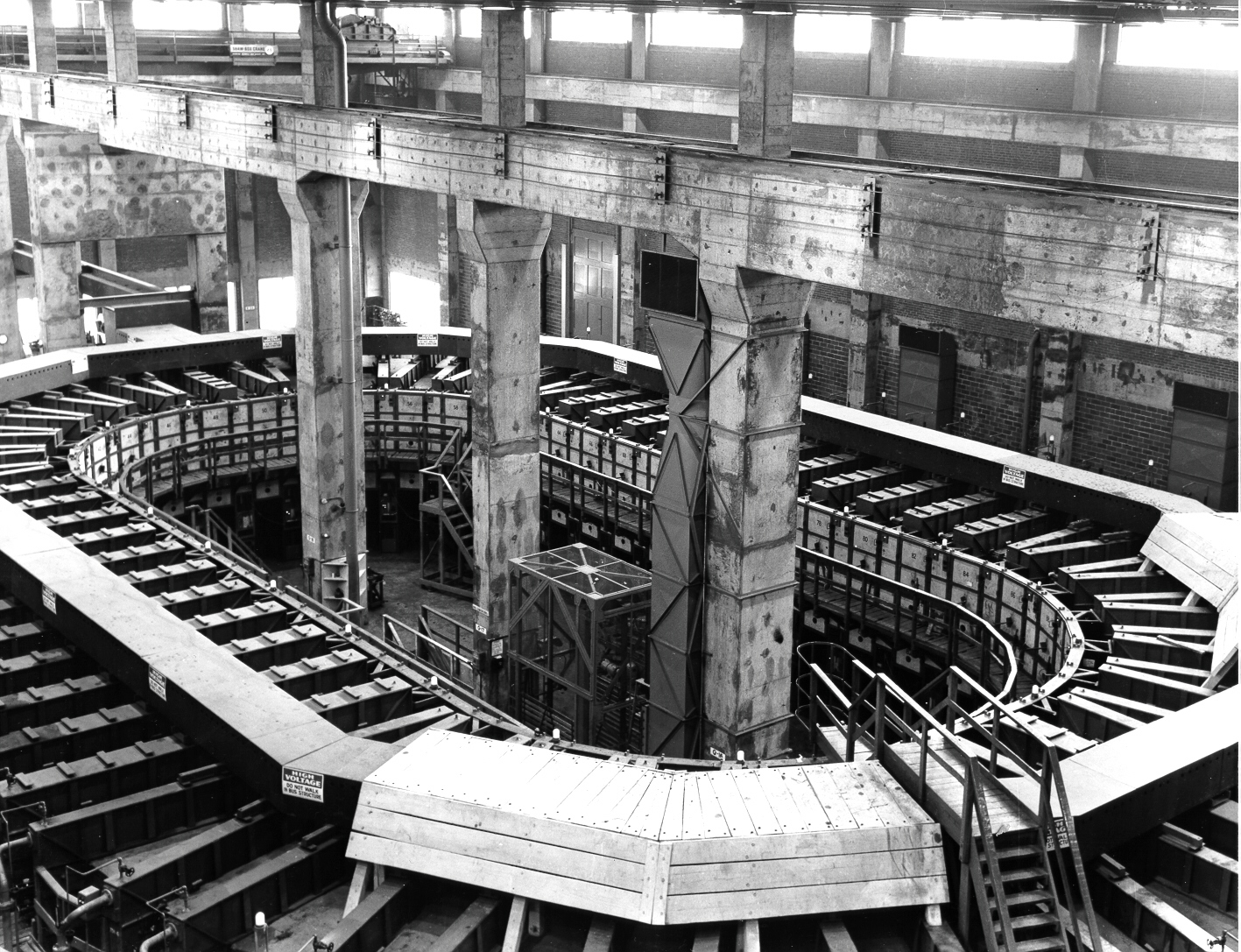
오크리지 Y-12 시설에 설치된 타원형 가속기 트랙, 자이언트 알파로 불렸다.

전자기적 방법을 사용한 동위원소 분리 기술은 캘리포니아 대학교 방사선 연구소에 있던 로렌스가 개발하였다. 이 방법은 캘리포니아 대학교 입자가속기를 의미하는 캘루트론(영어: calutron, CALifornia University cycloTRON)으로 불렸다. 전자기적 공정은 자기장에 놓인 입자가 질량에 따라 다르게 움직이는 것을 이용한 것이다. 이 공정은 과학적으로도 정밀하지 않았고 산업적으로 보아 효율이 좋지도 않았다. 게다가, 기체 확산 분리 설비나 핵 반응에 비해 생산량도 턱없이 적은데도 설비의 설치와 운영에 들어가는 인력과 자원은 더 많이 소비하였다. 그러나, 전자기적 동위원소 분리는 기술적으로 증명되어 있었고 위험요소가 적다는 이유로 추진되었다. 전자기적 동위원소 분리 설비가 실제로 운영되는 동안 농축 우라늄 생산량은 크게 증가하였다.
전자기적 동위원소 분리 설비에는 약 5천 톤의 구리와 6천 톤의 은이 필요하였다. 1942년 8월 3일 맨해튼 계획의 니콜스는 미국 재무성의 차관이었던 다니엘 벨에게 6천 톤의 은을 달라고 얘기하였다. 이 이야기를 들은 벨은 다음과 같이 대답했다고 한다. "이보게 젊은이, 자넨 은을 톤 단위로 생각할 수 있을 지 몰라도, 난 평생 동안 은을 샐 때는 트로이 온스를 단위로 했다고!" 전자기적 동위원소 분리 설비에 실제 사용된 은은 14,700 톤에 달했다.
1,000 트로이 온스(약 31Kg) 단위로 되어 있는 원통형 은막대가 뉴저지주 배이웨이에 있는 펠프스 다지 코퍼레이션으로 옮겨져 두깨 15.9 mm, 폭 76 mm. 길이 12 m의 실타래 모양으로 바뀐 뒤, 위스콘신주 밀워키에 있는 앨리스 칼머로 옮겨져 입자가속기에 사용될 코어로 제작되었다. 전쟁 후, 가속기를 해체하여 다시 은을 회수하였는데 손실은 불과 1/3,600,000 정도였다. 은이 미국 재무성에 최종 반환 된 것은 1970년 5월 이었다.
전자기적 동위원소 분리 설비는 Y-12로 불렸으며 1943년 2월 완공되었다. Y-12는 8월에 시운전을 시작하였으나 첫 번째 제작된 가속기 트랙 자이언트 알파에 껴있던 이물질 때문에 정상적으로 동작하지 못하였다. 12월이 되자 사용 중단을 결정하였고 새로운 트랙을 만들기로 하였다. 새로 제작된 알파 역시 1944년 1월까지 작동되지 않았다. 그 사이 처음부터 제대로 작동하던 베타 트랙과 세 번째로 만든 알파 트랙으로 우라늄을 농축하였다. 네 번째로 제작된 알파 트랙 II는 1944년 7월에서 8월 사이에 완성되었다.

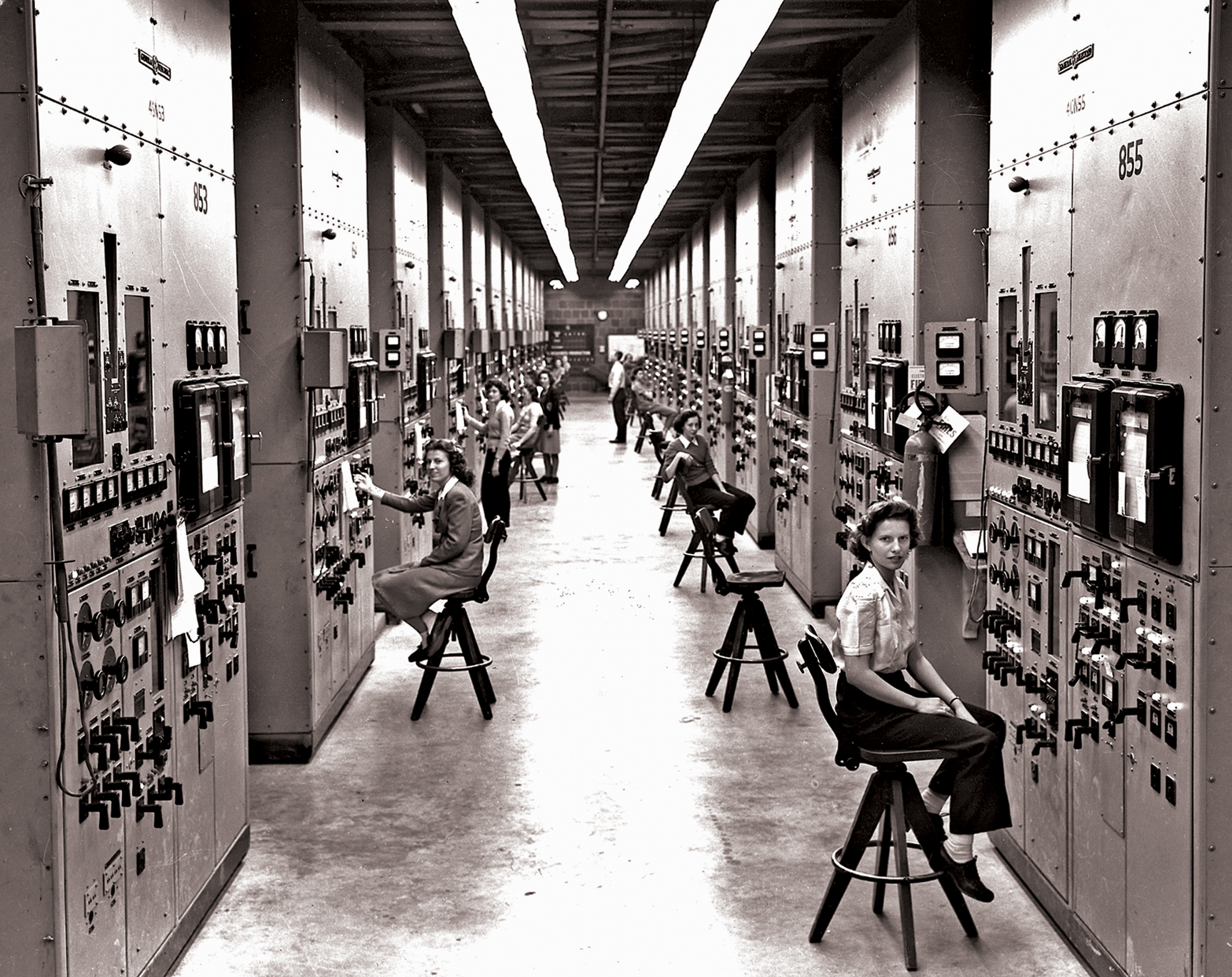
Y-12 설비에서 칼루트론을 조정하던 오퍼레이터들. 맨 앞에 앉아 있는 여성인 클래디스 오웬스는 자신이 하는 일이 어떤 일의 일부인지 전혀 알지 못했고, 50년 뒤 설비를 다시 방문하여 이 사진에 붙은 설명을 보고서야 알게 되었다고 말했다.

Y-12의 운영은 테네시 이스트먼사가 맡았으며 매달 기본 운영비 22,500 달러에 7개의 기존 가속기 트랙 운전비 7,500 달러와 추가 가속기 트랙 운전비 4,000 달러를 청구하였다. 테네시 이스트먼은 고등학교 졸업 여성들을 모집하여 조정 교육을 시킨뒤 가속기 운전에 투입하였다. 로렌스는 가속기 운전을 "촌스런" 어린 여성에게 맡긴다는 것에 반대하였으나, 운전 상황을 살펴본 뒤 생산율이 다른 설비에 비해 뒤쳐지지 않는다는 것을 인정하였다. 고용된 여성들은 로렌스가 말한 것처럼 "이유를 알 지 못한 채 기차에 몸을 실은 병사들 같이" 설비를 조정하는 단순 업무를 해 나갔다.
1944년 3월 Y-12는 몇 백 그램의 농축우라늄을 생산하여 로스앨러모스로 수송했는데, 우라늄-235의 함량은 13%에서 15%에 불과하였다. 로스 알모스는 이것을 전체 5,825개의 우라늄 부품 가운데 한 개에만 썼다. 나머지 부분에는 낮은 농축율 때문에 사용할 수 없었다. 1945년 1월까지 Y-12에서 나온 농축 우라늄-235는 전체 생산량의 10% 정도였다. 2월에 알파 트랙이 다시 만들어지자 여기서 만들어진 농축 우라늄-235를 K-25 설비로 다시 보내 농축률을 높이기로 하였다. 4월부터는 베타 트랙과 K-25 설비를 직접 연결하여 농축 우라늄-235를 재처리하도록 하였다.

#### 기체 확산
가장 유망한 동위원소 분리 방법은 기체 확산 방식이었다. 하지만, 이 방법은 가장 개발하기 어려운 방법이기도 하였다. 그레이엄의 법칙은 기체의 확산 비율이 해당 기체의 분자 질량에 반비례한다는 것을 설명하고 있다. 따라서, 두 기체가 혼합되어 있는 상자를 연다면 분자 질량이 보다 적은 기체가 더 빨리 확산될 것이다. 기체 확산을 이용한 동위원소 분리는 이러한 점에 착안하여 질량이 서로 다른 두 우라늄 동위원소의 기체가 혼합된 용기에 펌프와 분리막을 달아 확산 속도의 차이를 이용하여 분리하는 방식이었다. 이 방법은 컬럼비아 대학교의 헤럴드 어레이와 칼 P. 코헨, 그리고 존 R. 더닝 등이 고안하였다.

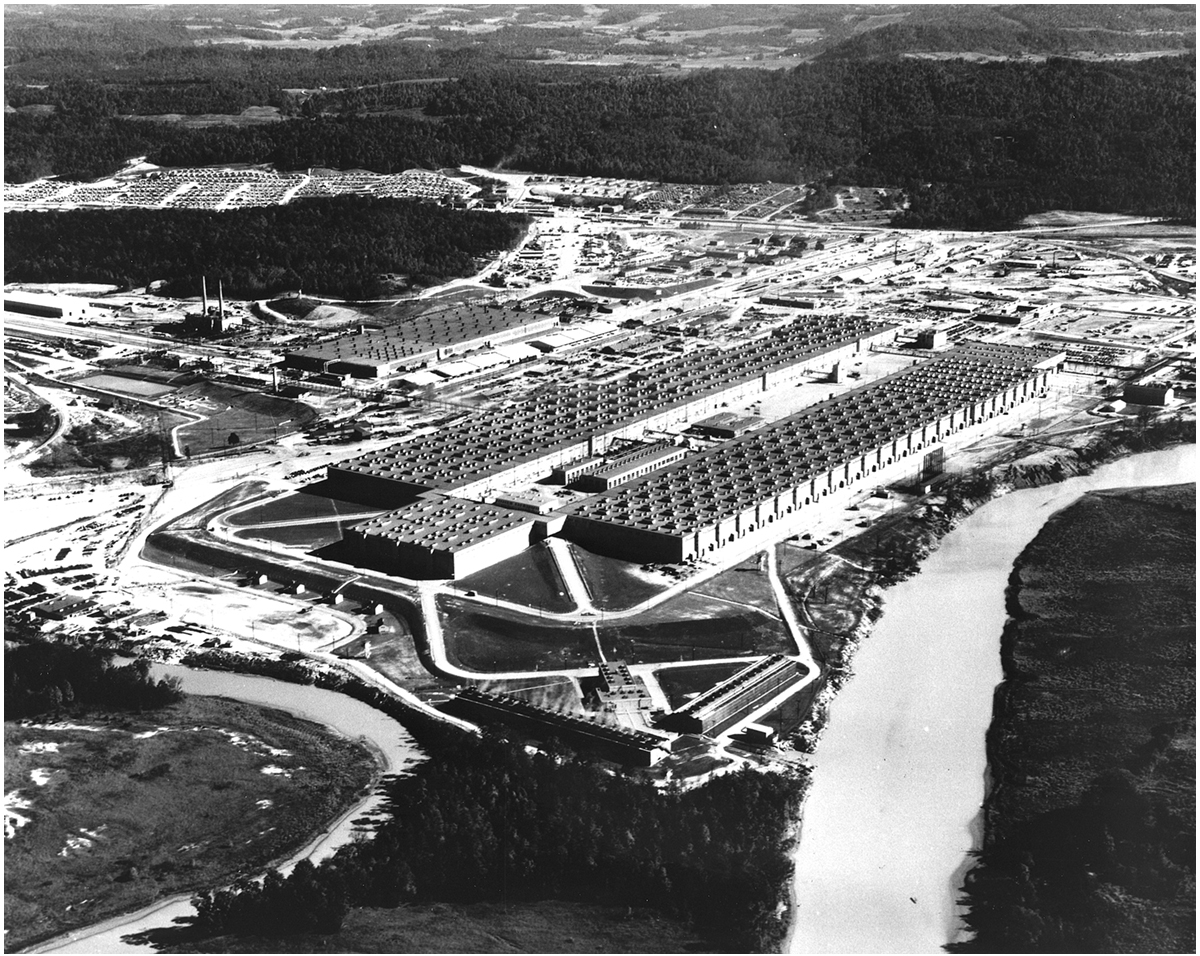
오크리지 K-25 플랜트

1942년 11월 군사 정책 위원회는 기체 확산 동위원소 분리 설비를 건설하기로 결정하였다. 12월 14일 M. W. 켈로그는 K-25 플랜트의 건립을 승인했다. 조정된 후 결정된 비용은 2.5억 달러였다. 분리 공정을 담당하기 위해 켈렉스(영어: Kellex)가 설립되었고, 회사의 대표로 켈로그의 부사장 가운데 한 명인 퍼시벌 C. 케이스가 임명되었다. 공정은 만만치 않은 기술적 어려움에 봉착하였다. 육불화우라늄은 매우 강한 부식성을 지니고 있기 때문에, 모터와 펌프들은 부식방지를 위하여 진공상태로 유지되거나 불활성 기체를 충전하여 밀봉해야 하였다. 가장 큰 문제는 육불화우라늄이 새어나오지 않도록 하는 것이었고, 에드워드 애들러와 에드워드 노리스는 니켈 전기 도금으로 이 문제를 해결하고자 하였다. 그러나, 컬럼비아에서 행해진 6 단계의 시범 설비에 대한 시험에서 노리스와 애들러의 초기 설비는 쉽게 부러지는 결함이 발견되었다. 이 사이 켈렉스, 벨 전화 연구소, 그리고 베이클라이트 코퍼레이션에서는 니켈 분말을 이용한 방법이 개발되었다. 1944년 1월 그로브스는 켈렉스의 공정을 도입하라고 명령하였다.
켈렉스는 K-25 플랜트를 길이 800 미터에 달하는 U자 모양의 건축물로 설계하였다. 6개의 구획으로 나뉜 K-25는 각 구획마다 독립적으로 운용되었다. 특히 구획 사이가 완전히 분리되어 한 구획만 단독으로도 운용할 수 있도록 하였다. 1943년 3월 건축 기초 조사를 마치고, 8월부터 착공하여 1944년 4월 17일 6개의 구획이 모두 완공되었다. 그 사이 주 건물은 1943년 10월부터 가동되었다. 1945년 그로브스는 K-25를 이층으로 확장하려던 당초 계획을 취소하고 인근에 K-27을 짓도록 하였다. 그러나, K-27이 완공되기 전에 2차 세계 대전이 끝났다.
1945년 2월 K-25는 생산 설비를 운용하기 시작하였으며, 4월부터는 S-50 설비에서 처리된 농축우라늄을 재처리하였다. K-25와 K-27은 전후에도 계속하여 가동될 예정이었으나 새로운 세대의 설비가 세워지면서 가동이 중단되었다.

#### 열영동
열영동 동위원소 분리공정은 시드니 체프먼과 데이비드 엔스코그의 체프먼-엔스코그 이론을 기반으로 한 것이다. 이 이론은 혼합 기체가 서로 다른 온도를 갖는 구역에 놓일 때 무거운 기체는 차가운 쪽으로 가벼운 기체는 더운 쪽으로 몰린다는 것을 설명한다. 더운 기체는 상승하고 차가운 기체는 하강하게 되어 두 기체를 분리할 수 있게 된다. 이 이론에 따른 기체의 분리는 1938년 독일에서 H. 클루시스와 G. 디켈이 최초로 시연하였다. 열확산 분리공정은 미국 해군에서 먼저 개발하였으나 맨해튼 계획에서 사용되어, 기술자 사이뿐만 아니라 육군과 해군 사이의 협력을 통해 진행되었다.

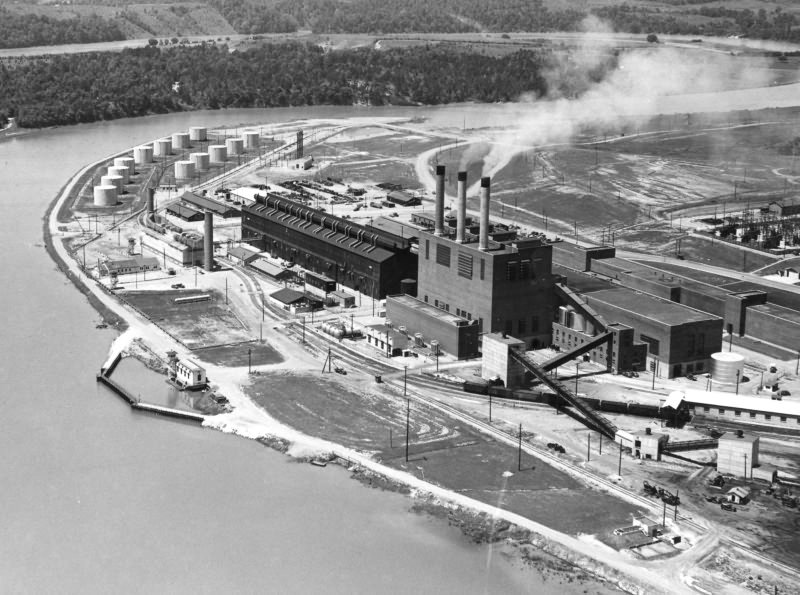
S-50 플랜트는 오크리지의 발전소 옆에 서있는 어두운 색의 건물이었다.

미해군연구소는 필립 아벨슨의 지휘아래 연구를 지속하였지만 1944년 4월 이전에는 맨해튼 계획과 큰 교류가 없었다. 오펜하이머는 해군의 열영동 분리공정에 대한 소식을 듣고 Y-12 플랜트에 이 기술을 도입하자고 그로브스에게 제안하였다. 위원회의 검토결과 열영동 분리공정은 플랜트 건설에 2억5천 달러가 소요되고 주당 50 kg의 우라늄을 정제하여 그 가운데 0.9%에 해당하는 농축 우라늄-235를 생산할 수 있을 것으로 평가되었다. 그로브스는 1944년 1월 24일 플랜트 건설을 승인하였다.
S-50 플랜트는 니켈로 된 15 미터의 실린더 21기로 된 분리 공정 설비로, 인근 발전소에서 공급되는 증기를 이용하여 690 kPa 285 ℃의 고온고압 환경을 만들고 하부에는 물을 채워 68 ℃가 되도록 하였다. 1944년 7월 9일 착공하여 9월에 가동을 시작하였다. 초기 가동 기간이었던 10월에는 10.5 kg의 우라늄에서 겨우 0.852%의 우라늄-235를 분리했지만, 1945년 6월에는 약 농축 5,770 kg의 우라늄-235를 생산하였다.
S-50 플랜트는 우라늄 농축의 첫 단계로 생산물에 함유된 우라늄-235는 0.71~0.89% 정도였다. 이것을 기체확산 분리공정인 K-25 플랜트에 다시 공급하여 농축률을 23%까지 끌어올린 다음, 다시 전자기 분리공정인 Y-12 설비에 투입하여 최종 생산물을 만들어 내었다. 최종적으로 농축된 우라늄-235의 농축율은 89% 정도였다.

### 포신형 무기 디자인

포신형 원자 폭탄의 내부 구조. 탄환형의 뇌관이 농축우라늄으로 구성된 표적에 부딪혀 핵분열을 유발한다.

1945년 7월, 로스앨러모스 연구소는 89%의 우라늄-235로 구성된 농축우라늄 50Kg을 모았다. 이 농축우라늄은 포신형 핵무기의 재료로 사용되었다. 포신형 핵무기의 구조는 두 부분의 우라늄-235 덩어리로 되어있다. 한 쪽은 뇌관 역할을 하는 발사체이고 다른 한 쪽은 대규모 핵분열을 일으키기 위한 탄두이다. 뇌관이 발사되어 탄두와 충돌하면 폴로리움-베릴리움 변형 중성자 기폭제가 중성자를 방사하여 우라늄-235의 핵분열을 유도한다. 임계 질량의 조정은 얼마나 많은 핵분열 물질이 폭탄 내에 모였을 때 핵 연쇄 반응을 유발할 수 있을 것인지에 달렸다. 농축 우라늄 덩어리의 질량이 임계 질량에서 단 1%를 초과하여도 폭탄이 되기에 충분하다. 한편, 농축우라늄이라 할지라도 임계 질량 이하라면 핵 분열은 느리게 진행된다.
포신형 핵무기의 부품은 로스알하모스에서 파슨스 오 구역(영어: Parsons' O Division)으로 운반된 후 폭탄 제조에 사용되었다. 1945년 2월 완성된 핵폭탄에는 리틀보이라는 이름이 붙었다. 리틀보이에 장착된 농축우라늄은 50%에서 89%의 우라늄-235로 구성되어 있었고, 우라늄-235의 평균 농도는 85%였다. 리틀보이는 실제 사용되기 전에 별도의 실험을 거치지는 않았다. 폭탄 개발자들은 별도의 실험이 없더라도 리틀보이가 정확히 작동하리라고 예견하였다.
리틀보이에 장착된 농축 우라늄은 총 64Kg 이었고 이중 60%에 이르는 38.5Kg이 타겟용으로, 나머지 22.5Kg은 뇌관용으로 쓰였다.

## 플루토늄 핵폭탄의 제조
맨해튼 계획이 추진한 두 번째 핵무기는 플루토늄을 원료로 한 것이다. 플루토늄은 자연 상태에서 매우 드물게 발견되기 때문에, 대부분의 플루토늄은 핵 분열 과정에서 인공적으로 생성되는 것을 농축한다. 핵 연쇄 반응에서 우라늄-238이 중성자와 결합하면 우라늄-239가 된다. 우라늄-239는 매우 불안정하기 때문에 원자핵 변환이 일어나 넵투늄-239로 변환한다. 넵투늄-239에 다시 중성자가 결합하면 플루토늄-239가 된다. 이러한 과정을 통해 우라늄-238에서 플루토늄으로 변환되는 비율은 매우 적고, 대부분은 우라늄의 상태를 유지한다. 따라서, 핵폭탄에 쓰이기 위해서는 플루토늄을 농축하여야 한다.

### X-10 흑연 반응로

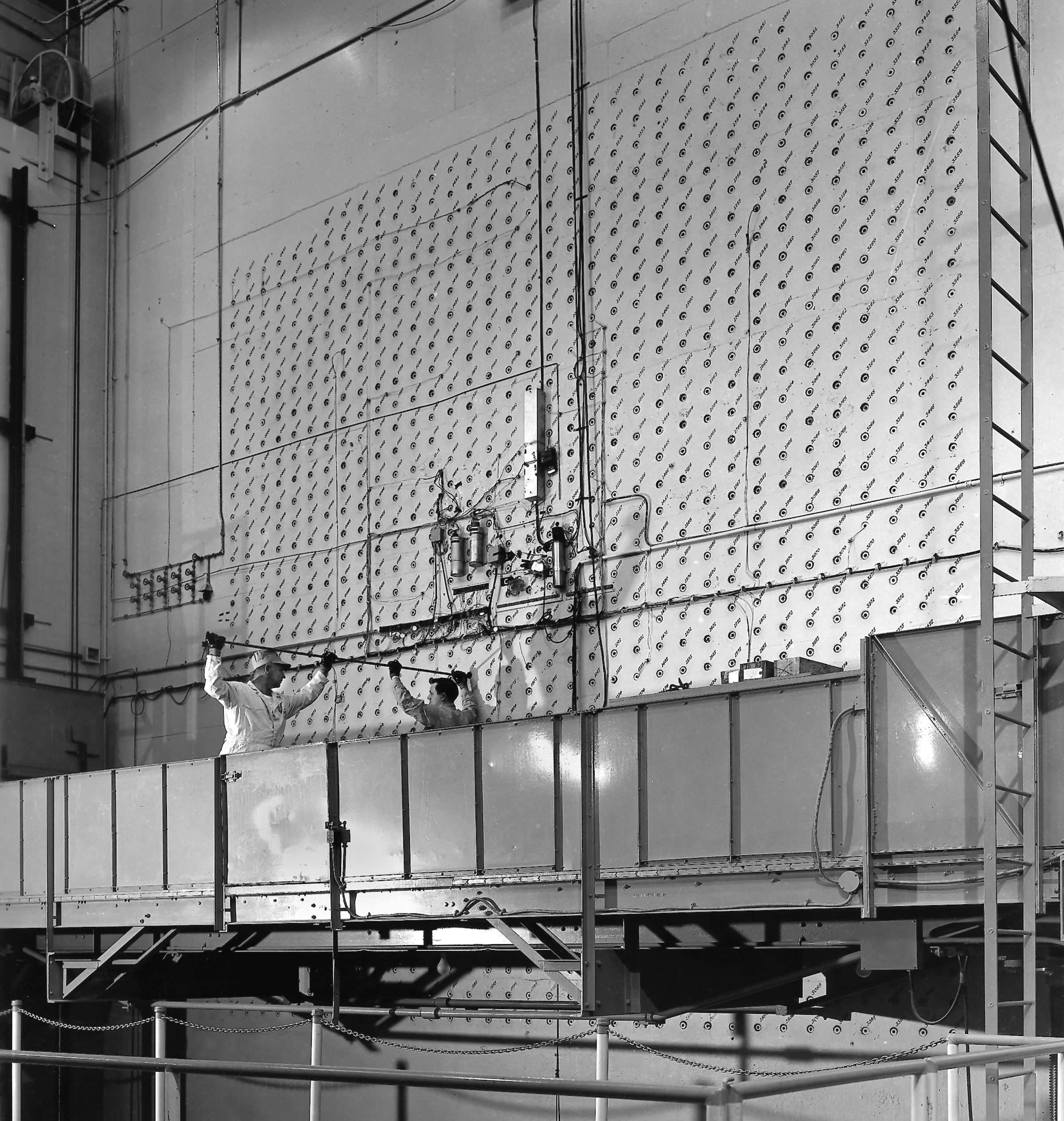
작업자가 우라늄 슬러지를 X-10 흑연 반응로에 집어넣고 있다.

1943년 3월, 듀퐁은 오크리지에 112 에이커 (0.5 km2)의 플루토늄 플랜트를 건설하기 시작하였다. 이 설비는 핸포드에 대규모 반응로를 짓기 이전에 시험용으로 설치한 것이었으며, 플루토늄 농축을 위한 공랭식 X-10 흑연 반응로가 포함되어 있었다. 후일 헨포드에 수랭식 반응로가 설치되자 오크리지의 X-10 반응로는 말그대로 시험용으로만 사용되었다. X-10 흑연 반응로는 7.3 m 길이의 흑연 막대 여러 개를 반응로에 삽입하여 핵 연쇄 반응을 조절하였는데, 사용된 흑연은 1,500 톤 가량이었다.
흑연 반응로를 이용한 플루토늄 농축에서 가장 어려운 부분은 어떻게 우라늄-238 원료 봉을 자체 핵 붕괴나 부식 없이 반응로에 장착할 수 있는가 하는 문제였다. 멀린크로트는 합금으로된 피막을 연료봉에 씌우는 방법을 고안하였다. 처음에는 그라셀리 케미컬 컴퍼니가 양철을 열처리하여 씌우는 방법을 개발하였으나 성공하지 못하였다. 그러는 동안 알코어 사는 깡통과 같은 용기에 우라늄을 집어넣는 방법을 고안하였다. 이 방법으로 개발된 용기는 표준 진공 시험에서 97%가 합격하였으나 고열 환경에서는 50%만이 합격하였다. 어찌되었든, 1943년 6월 알코어의 방식으로 연료봉이 제작되기 시작하였다. 1943년 10월 메알러지컬 연구소가 제네럴 일렉트릭의 도움을 받아 연료봉 용기의 용접 기술을 개발하였다.
페르미와 캄프턴이 지켜보는 가운데 1943년 11월 4일 X-10 흑연 반응로에 30 톤의 우라늄이 처음으로 삽입되었다. 일주일 뒤 반응로에 삽입된 우라늄은 36 톤으로 늘었고, 500 킬로와트의 전기를 생산하면서 500 mg의 플루토늄을 생산하였다. 1944년 7월 X-10 흑연 반응로는 연구 활동을 마치고 가동을 중단하였다. 당시 발전량은 4,000 킬로와트였다.

### 헨포드 반응로

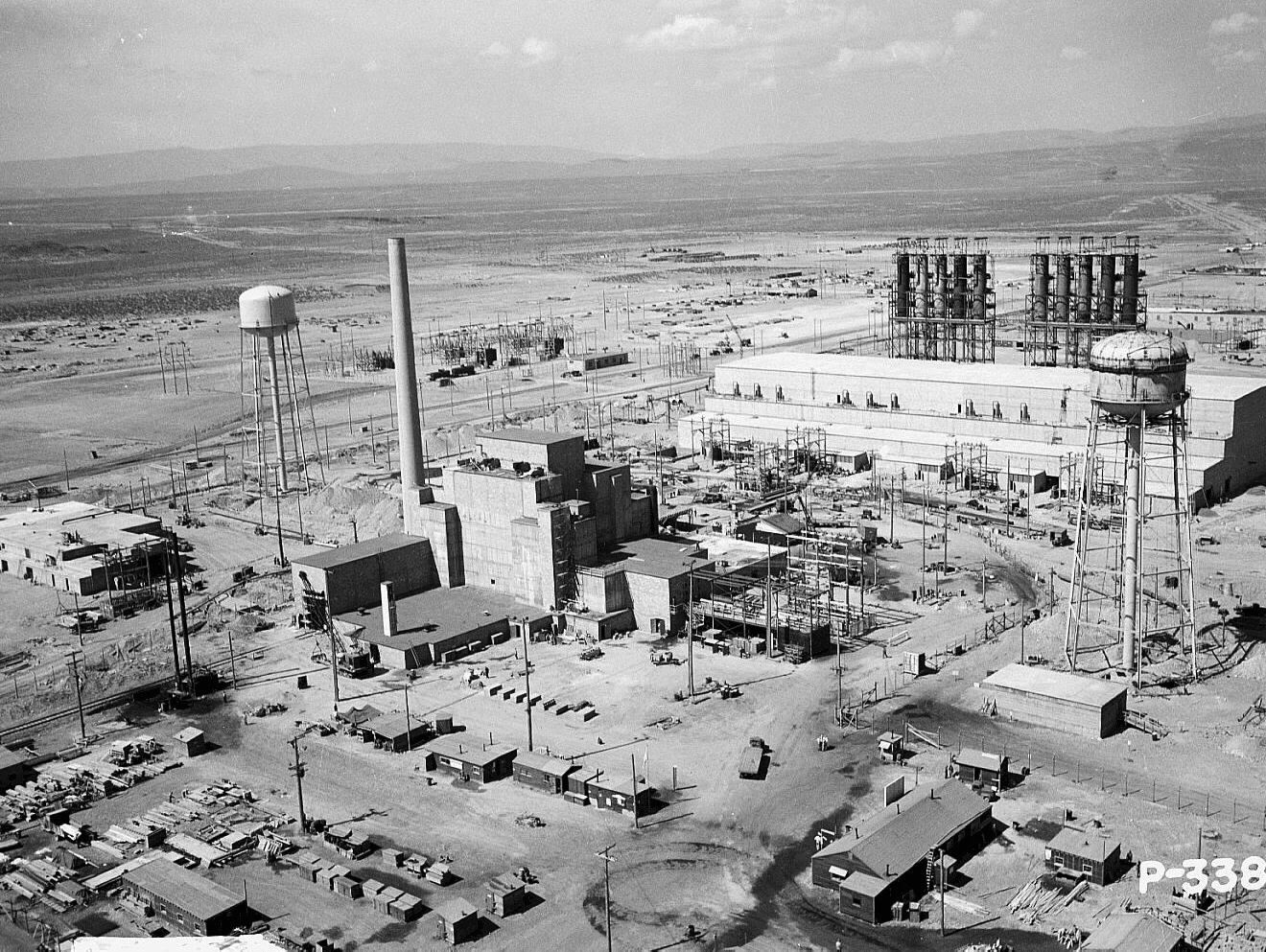
1944년 6월에 촬영한 헨포드의 B-반응로

오크리지에서 공랭식 반응로가 급히 지어지고 있을 때, 맨해튼 계획은 보다 큰 용량의 반응로를 만들기로 결정하였다. 메탈러지컬 연구소와 듀퐁이 설계를 맡았다. 처음에는 냉매로 헬륨을 고려하였으나, 보다 싸고 빠르게 건설하기 위해 물을 사용하기로 하였다. 그러나, 1943년 10월 4일까지도 설계가 완료되지 않았다. 그 사이 마티어스 사는 핸포드 지역에 설비에 필요한 도로와 철도를 건설하고 전기 설비를 증설하였고, 전화와 수도 설비도 갖추어 두었다.
1944년 3월 헨포드에서 우라늄 연료를 제작하기 시작하였다. 이 과정에서 가장 어려웠던 것은 오크 리지의 경우와 같이 슬러지를 용기에 담는 것이었다. 헨포드에서는 산세척으로 오물과 이물질을 제거한 뒤 청동과 양철, 그리고 알루미늄-실리콘을 용해한 합금에 넣어 외피를 만들고, 수력 압착기를 이용해 용기를 만든 후 아르곤 기체를 이용한 아크 용접으로 봉인하였다. 하지만, 용기에 대한 최종 용접 결함 시험에서 대부분의 용기가 불합격하였다. 1944년 6월에야 공정 개선이 이뤄져 적절한 용기를 생산할 수 있었다. 이 때문에 1944년 8월이 되어서야 반응로 B에 연료봉이 장착되었다.
1943년 10월 당시, 반응로 B는 초기 가동에서 250 MW의 전력을 생산하도록 설계되었다. 맨해튼 계획은 반응로에 A에서 F까지 일련번호를 부여하였다. 이 반응로들은 모두 한 장소에 지어졌다. 반응로의 건설에는 390 톤의 강철이 소요되었으며, 13,300 m3에 달하는 5만개의 콘크리트 벽돌을 사용하여 높이 37m에 달하는 건물을 건축하였다. 반응로는 1944년 2월에 착공되었다. 1944년 9월 13일 캄프턴, 마티어스, 듀퐁사의 크라우포드 그린월트와 레오나 우즈, 그리고 엔리코 페르미가 지켜보는 가운데 반응로가 가동되었다. 반응로의 연료는 페르미가 직접 집어넣었다. 가동 초기 반응로는 조정간과 냉각수 등에 문제가 있어 가동과 정지를 반복하였다.
페르미는 중성자 제어를 통해 반응 조절을 연구하던 우 첸슝(중국어: 吴健雄)과 연락하여 반응로 B의 문제를 상의하였다. 페르미와 우즈, 도날드 J. 휴즈, 존 아키발트 휠러 등은 우라늄 연쇄반응에서 발생하는 제논-135의 핵 반응 표면적을 계산하였고, 이를 바탕으로 연료봉의 장착 방식을 개선하였다. 1944년 12월 17일 반응로 D가 가동되었으며 25일에는 반응로 F가 가동되었다.

### 분리 과정

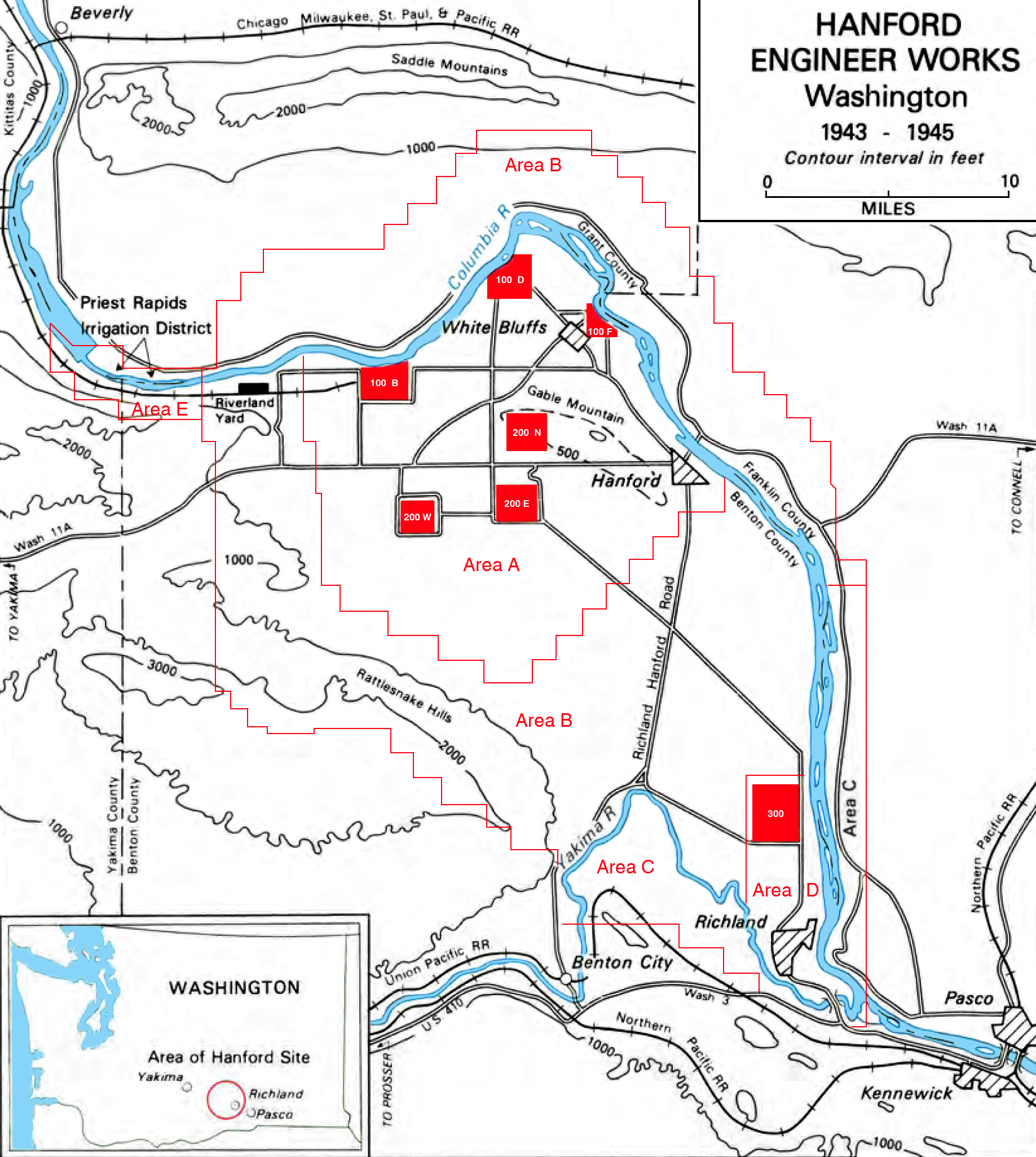
헨포드 지구의 지도.

화학자들은 아직 화학적 성질이 제대로 밝혀지지 않은 상태에서 플루토늄과 우라늄을 분리하는 문제를 해결하여야 하였다. 1942년 재료공학 연구소의 찰스 M 쿠퍼가 이끌던 연구팀은 불화 란탄 공정을 고안하였다. 헨포드에서는 이 방법을 이용하여 시범 플랜트를 건설하였다. 두 번째 방법은 시보그와 스텐리 G 톰슨이 고안한 인산 비스무트 공정이었다. 인산 비스무트 공정은 4가 또는 6가를 띄는 인산 비수무트 염에 플루토늄을 끼워 넣는 것이었다.
인산 비스무트 공정이 더 성과가 좋았기 때문에 본격적인 분리 공정을 진행하는 플랜트는 이 방식으로 건설되었다. X-10 플랜트가 건설되는 동안에는 시범 플랜트를 가동하여 플루토늄을 분리하였다.
헨포트의 가장 중요한 시설 가운데 하나는 “300 구역”이었다. 여기서는 재료의 실험, 우라늄의 준비와 장착등의 공정이 이루어졌다.

### 무기 설계

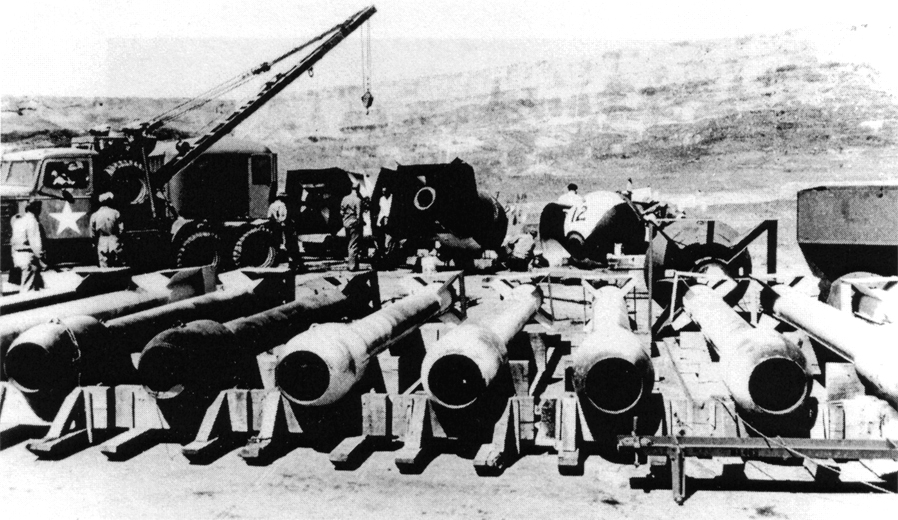
앞 쪽에 틴 맨의 몸체가 보이고 그 뒤로 팻 맨의 몸체가 놓여 있다. 1945년 무렵 유타주 웬도버에서 촬영.

1943년, 플루토늄 핵폭탄 개발의 핵심 과제는 틴 맨이라 불린 포신형 폭탄의 개발이었다. 초기 실험 단계에서 사이클로트론을 이용하여 순도 높은 고농축 플루토늄-239를 확보하였으나 그 양은 매우 적었다. 로스앨러모스는 1944년 4월 클린턴의 X-10 반응로에서 생성된 플루토늄을 인수하였다. 그러나, 플루토늄을 반응로에서 꺼낸 뒤에 일어나는 자연발생적인 핵분열과정으로 인해 인수 받은 플루토늄-239의 상당량이 며칠 사이에 플루토늄-240으로 변환되었다. 시보그는 1943에 이미 여분의 중성자가 남아있을 경우 플루토늄-239가 플루토늄-240으로 변환될 수 있다는 점을 예견한 바 있다. 이러한 문제로 인해 반응로에서 생성된 플루토늄은 포신형 무기 형태로 제작하는데 적합하지 않았다. 플루토늄-240은 핵 연쇄 반응 속도가 너무 빨라 핵폭탄의 폭발 시점에 임계 질량을 유지하는 것이 불가능하였기 때문이다.
포신형 폭탄에 대한 대안으로서 세스 네더메이어가 제안한 내폭형 핵폭탄을 개발하게 되었다. 내폭형 폭탄은 여러 개의 조각으로 나누어 둔 플루토늄을 일시에 결합시켜 임계 질량을 넘게 하여 폭발을 일으키는 방식이다. 이 방법으로 핵 연쇄 반응을 이끌어 내기 위해서는 매우 짧은 시간 안에 모든 조각들이 한 덩이로 결합하여야 한다. 1943년에서 1944년 초까지 네더메이어는 이론과 공학적 적용 사이에 놓인 문제들을 해결하기 위해 노력하였다.

내폭형 핵폭탄

1944년 7월, 오펜하이머는 플루토늄 핵폭탄의 개발은 포신형으로는 불가능하며, 내폭형을 선택할 수밖에 없다고 결론지었다. 이후, 로스앨러모스의 연구진은 오페하이머의 결정에 따라 1944년 8월부터 팻 맨이라는 암호명이 붙게 된 내폭형 폭탄 개발에 모든 노력을 기울였다. 팻 맨의 개발을 위해 두 팀의 연구진이 편성되었다. 폭발에 대한 연구를 담당한 X(영어: eXplosive를 뜻함) 분과는 조지 키스티아코브스키가 이끌었고, 기계 부품에 대한 연구를 담당한 G(영어: Gadget를 뜻함) 분과는 로버트 베이커가 이끌었다. 새로운 폭탄 설계는 본 네어만과 이론 연구 팀인 T(영어: Theoretical을 뜻함) 분과에서 진행하였으며, 특히 루돌프 피얼스는 폭발 렌즈를 도입하여 결합되는 플루토늄의 모양과 폭발 속도를 조절하도록 하였다.
렌즈를 정확한 모양대로 만들어 폭발 속도를 늦추는 것은 매우 어려운 일이었고 시험결과도 좋지 않았다. 폭발 속도를 달리하는 여러 종류의 실험이 진행되었는데, 빠른 폭발을 유도하는 데에는 컴포지션 B가 사용되었고, 느린 폭발의 유도에는 발라톨이 사용되었다. 최종적으로 제작된 폭발 렌즈는 20개의 육각형과 12개의 오각형으로 된 축구공 형태를 띠었고, 무게는 약 36Kg이었다. 뇌관이 확실하게 작동되도록 하기 위해 모든 플루토늄 부품에 폭발 렌즈를 두 개씩 설치하였다. 기폭장치로는 폭결 전선 뇌관을 사용하기로 결정하였고, 제작은 레이테온 사가 맡았다. 한편, 충격파에 대한 연구를 위해 짧은 반감기를 갖는 방사성 동위원소인 란탄-140을 이용한 라라 실험이 진행되었다.

### 트리니티 실험

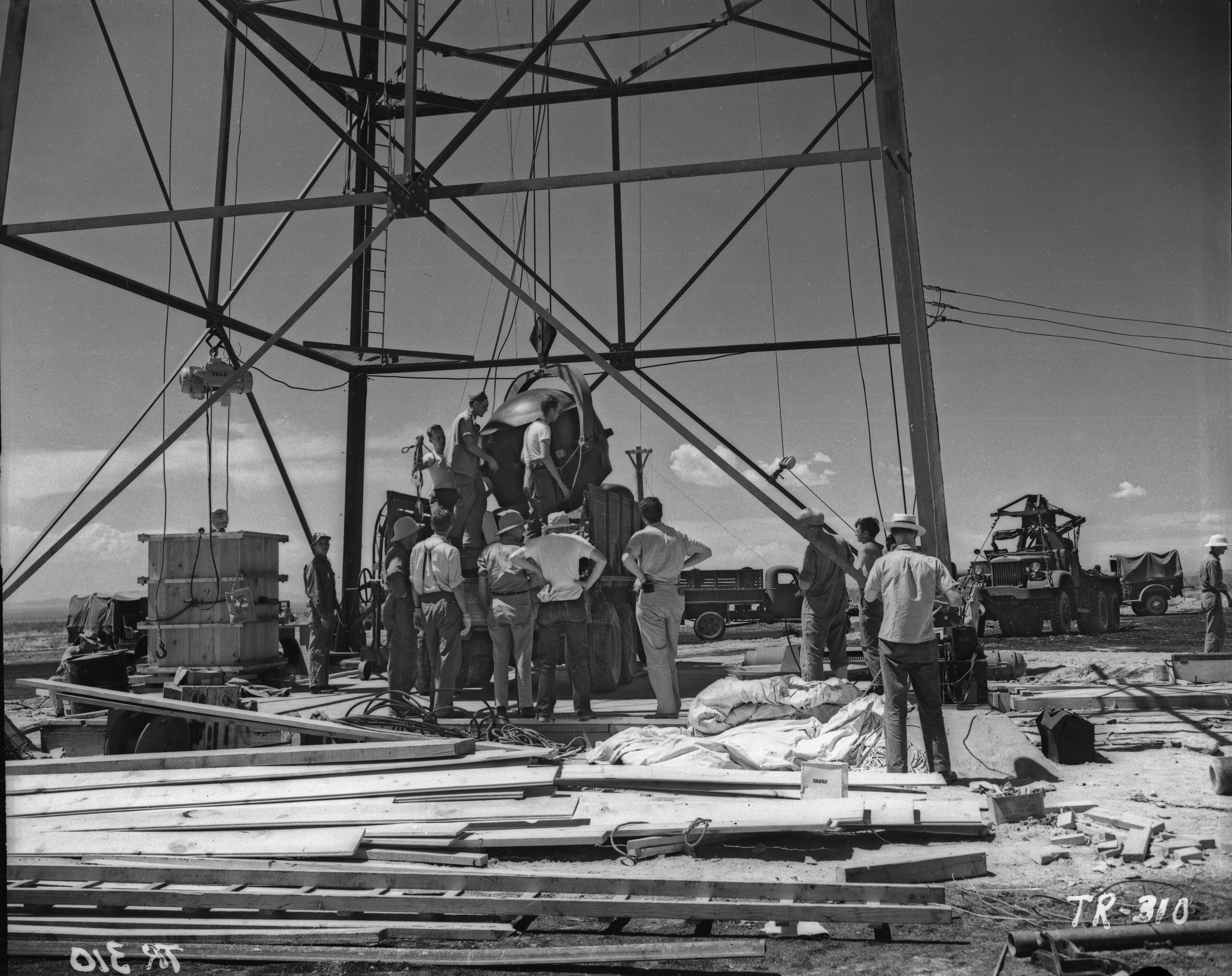
철탑 꼭대기에서 실험용 폭탄 “가제트”가 최종 조립되고 있다.

내폭형 폭탄은 복잡한 구조를 지니고 있기 때문에 핵분열 물질이 실제 폭발을 일으키는 지를 실험할 필요가 있었다. 그로브스는 임계직전까지 핵분열을 통제하는 불완전 핵폭발 시험을 구상하였지만, 오펜하이머는 총체적인 핵 실험을 선택하였다. 핵 실험의 작전명은 트리니티로 정했다.
1944년 3월 하버드의 물리학 교수 케네스 베인브리지가 내폭형 핵폭탄의 실험을 기획하였다. 베인브리지는 실험장소로 알라모고르도 폭격연습장을 선정하였다.
1945년 7월 13일 “가제트”로 불린 실험용 폭탄이 30m 높이의 철탑에 설치되었다. 1945년 7월 16일 오전 5시 30분, 부시, 차드위크, 코난트, 파렐, 페르미, 그로브스, 로렌스, 오펜하이머, 톨만 등 맨해튼 계획의 주요 인물들이 지켜보는 가운데 최초의 핵폭발이 일어났다. 20 킬로톤의 TNT와 맞먹는 수준의 폭발이 일어나 직경 76m의 크레이터를 만들었고, 충격파는 반경 160Km에 달했다. 크레이터 안에는 고열로 인해 지표가 유리질로 변형되었다. 이 유리질은 트리니타이트라 불리게 되었다.

## 인력과 비용
1944년 6월 당시 맨해튼 계획에 고용된 인력은 약 129,000 명이었다. 이 가운데 84,500 명은 건설 노동자였고, 40,500 명은 설비의 운영, 1.800 명은 군사 인력이었다. 설비 건설이 끝난 1년 뒤 총 인력은 100,000 명이 되었으나, 이 가운데 군사 인력은 5,600명으로 늘었다. 전시였기 때문에 숙련 노동자를 확보하는 것은 매우 어려운 일이었다. 1943년 그로브스는 전시 인력 위원회로부터 특별히 노동자를 할당받았고, 1944년 3월 전시 생산 위원회와 전시 인력 위원회는 맨해튼 계획을 인력 공급 우선 순위로 배정하였다.
맨해튼 계획의 과학 고문이었던 톨만과 코난트는 계획에 참여하는 과학자 목록을 관장하였다. 참여자 명단이 확정되면 그로브스가 대학이나 기업에 근무하고 있는 해당 과학자에게 개별적으로 편지를 발송해 전쟁 수행과 관련된 특별한 업무에 참여할 의사가 있는지 물었다. 숙련된 인적 자원의 주요 공급처는 군대였다. 특히 육군 특수 훈련 프로그램이 이러한 인력 공급을 담당하였다. 또한, 방사선학 학회와 같은 교수 협회도 맨해튼 계획에 참여하였다.
1945년 12월 미국 국가 안전 위원회가 밝힌 바에 따르면, 1943년부터 1945년 사이에 맨해튼 계획에 참여한 인원가운데 62명이 사망하고 3,879명이 장애를 겪게 되었다. 이 가운데 62%는 사기업에서 발생한 것이었다.

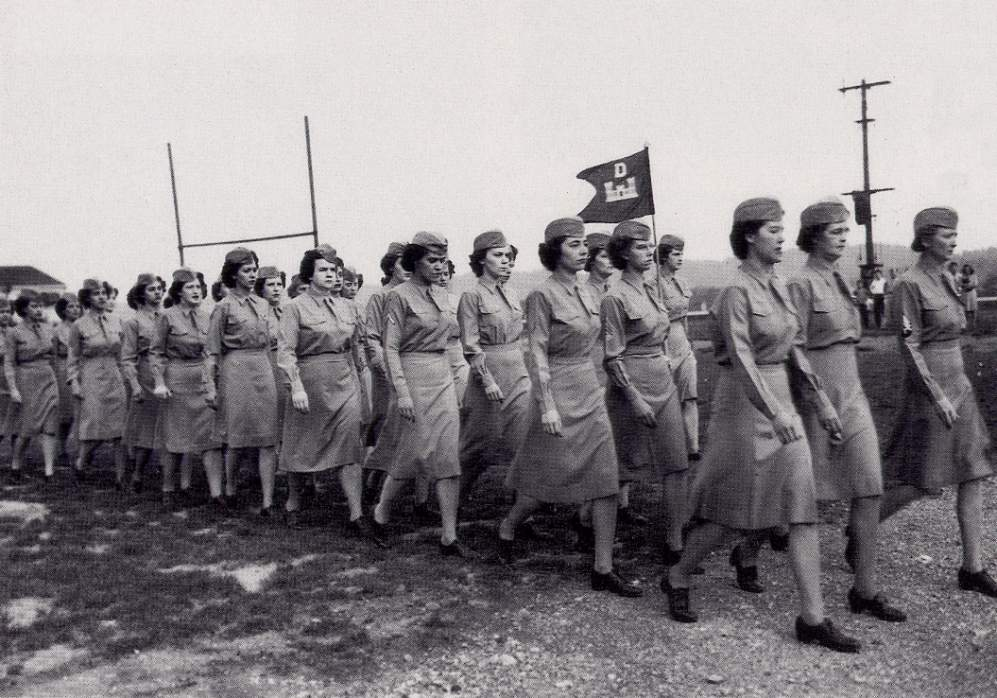
오크리지를 행진 중인 여군. 미육군 공병사령부의 마크와 D 라고 쓰인 깃발을 들고 있다.

아래의 표는 1945년 12월 31일 결산한 맨해튼 계획의 비용이다.
| 지역           | 비용 (1945년 미국 달러) |
| -------------- | ----------------------- |
| 오크리지       | $1,188,352,000          |
| 헨포드         | $390,124,000            |
| 특수 재료 운용 | $103,369,000            |
| 로스앨러모스   | $74,055,000             |
| 연구개발       | $69,681,000             |
| 정부 간접비    | $37,255,000             |
| 중수 생산 설비 | $26,768,000             |
| 합계           | $1,889,604,000          |

## 정보전

### 보안

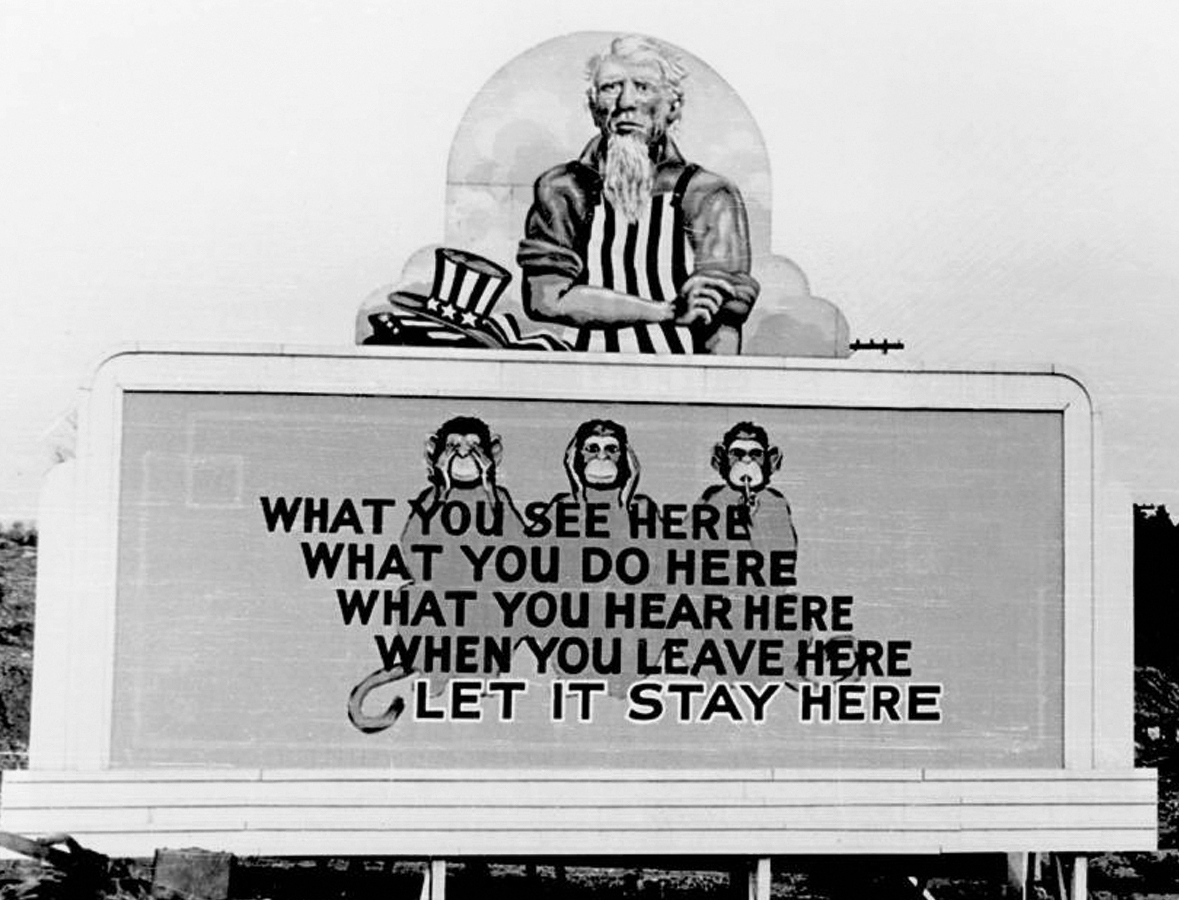
오크리지에 걸려있던 보안 포스터. 엉클 샘이 세마리의 원숭이를 잡기 위해 모자를 벗고 소매를 걷어붙이고 있다. 그 밑으로 "여기서 본 것, 한 것, 들은 것은 당신이 나갈 때 모두 여기에 두어야 한다."는 표어가 적혀있다.

맨해튼 계획은 추축국, 특히 나치 독일에 정보가 누설되는 것을 방지하기 위해 엄밀한 기밀을 유지한 가운데 진행되었다. 나치 독일 역시 핵무기 개발 계획을 추진하고 있었기 때문이었다. 또한 방해공작에 대한 대비도 상시적으로 이루어졌다. 장비 고장이 있을 때에는 이것이 방해공작에 의한 것은 아닌지 조사하곤 하였다. 작업 인원의 실수나 부주의에 의한 문제라고 여겨지는 것도 주축국의 방해 공작이 아니라고 확신할 수는 없었다. 1945년 3월 10일에는 일본의 화염 열기구 공격으로 전력선이 끊어지는 사건이 있었다. 이 사건으로 헨포드의 반응로 가동이 잠시 중단되었다.
관련 인원이 매우 많았기 때문에 보안 유지는 어려운 일이었다. 계획의 보안 유지를 위해 방첩대가 운용되었다. 1943년, 소련이 맨해튼 계획의 기술을 빼내려 한다는 점이 확실해졌다. 서부 방위 사령부 소속의 방첩대에 근무하던 보리스 T. 패쉬 소령은 오펜하이머의 추천으로 버클리 대학교의 방사선연구소에서 근무하던 하콘 체발리어가 소련에게 정보를 전달했다는 것을 적발하였다. 소련에 가장 큰 정보를 넘긴 첩보원은 영국 측 요원으로 로스앨러모스에서 핵심 분야에 근무하던 클라우스 퍼치스였다. 클라우스 퍼치스의 간첩행위는 1950년에 폭로되었고, 이것은 미국, 영국, 캐나다 사이의 핵협력에 장애 요인으로 작용하였다. 이 외에도 헨리 골드, 데이비드 그린글래스, 에델 로젠버그와 줄리어스 로젠버그 등이 첩보원으로 밝혀졌다. 그러나, 조지 코바와 같은 다른 첩보원들은 전후에도 오랫동안 발각되지 않기도 하였다. 소련은 이렇게 모아진 정보들을 바탕으로 소비에트 핵폭탄 계획을 앞당길 수 있었다.

### 알소스 작전

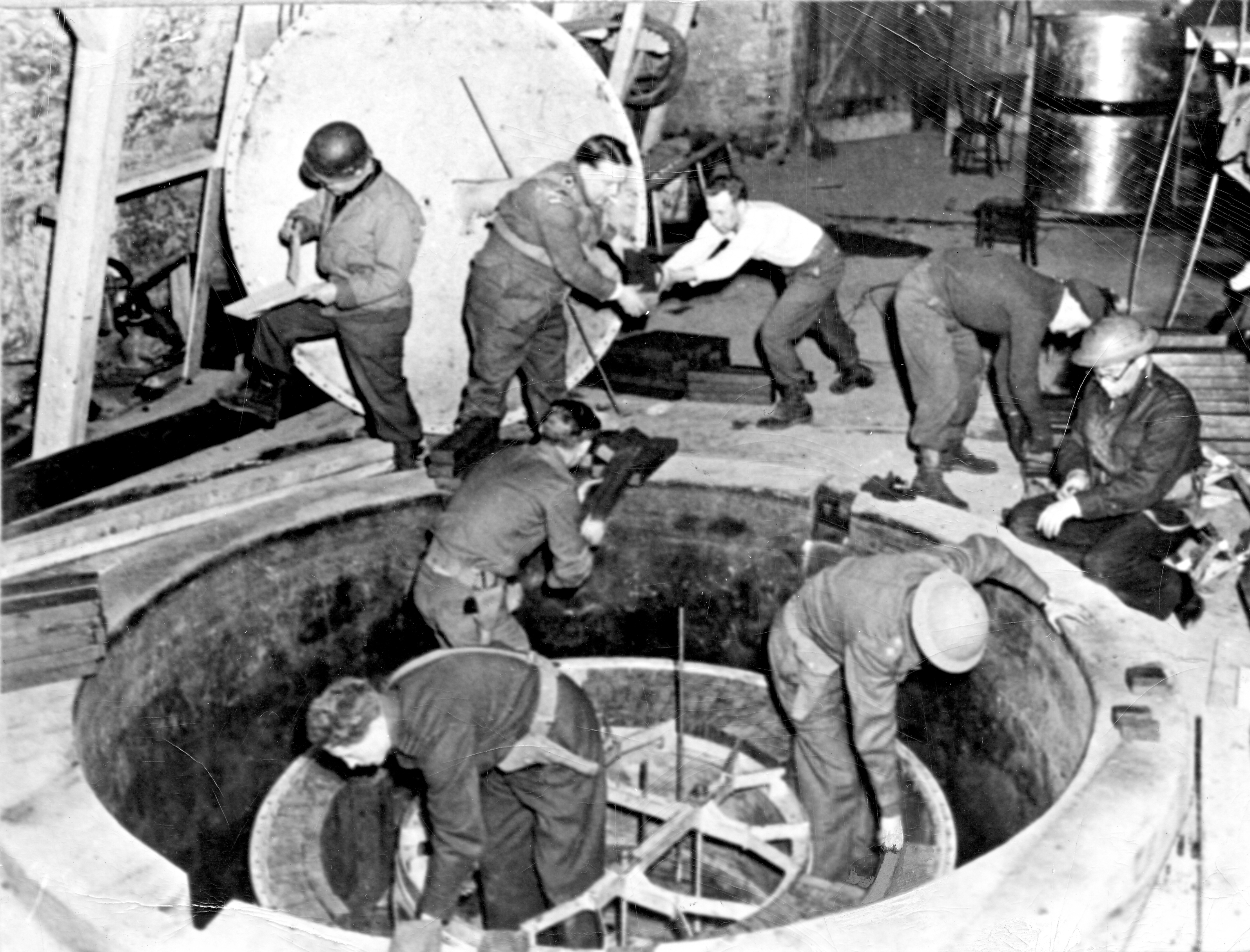
1945년 연합군 병사가 하이게르로흐에 있던 독일의 실험용 핵반응로를 살펴보고 있다.

맨해튼 계획은 핵폭탄의 개발 임무뿐만 아니라 독일 핵 에너지 계획에 대한 정보를 수집하는 임무도 수행하였다. 미국은 일본은 우라늄 광석을 조달하지 못하여 핵 무기 개발은 못할 것이라 판단하였지만, 독일에 대해서는 독자적인 핵무기 개발이 임박했을 것이라 판단하고 있었으며 이에 대해 공포를 느끼고 있었다. 맨해튼 계획은 독일이 중수를 확보하는 것을 막고자 노르웨이 중수 사건을 일으켜 노르웨이의 중수 시설을 파괴하고 운반선을 침몰시켰다. 추축국의 핵무기 개발 정보를 탐지하고 방해하는 이와 같은 첩보 작전에는 미해군 정보국과 과학 연구개발국, 미육군 정보국인 G-2 등이 참여하였다. 맨해튼 계획의 첩보 활동 작전명은 알소스였는데, 이는 맨해튼 계획의 책임자인 그로브스의 성 그로브(영어: grove, 작은 숲)를 그리스어로 표기한 것이다.

## 원폭

### 준비
1943년 11월 오하이오주의 라이트 필드에 주둔하고 있던 육군 항공 군수사령부에서 원폭을 위한 B-29 폭격기 부대가 창립되었다. 폭격부대의 작전명은 실버플레이트(영어: Silverplate)였다. 폭격 시험은 캘리포니아주의 에드워드 공군기지와 해군 항공 무기 시험소에서 실시되었다. 1944년 3월, 그로브스는 미국 공군의 전신인 미국 육군 항공대의 대장 헨리 H. 아놀드를 만나 목표까지 폭탄을 운반하여 폭격을 완수하는 것에 대해 논의하였다. 5.2m 길이의 틴 맨이나 직경이 150cm인 팻 맨을 운반할 수 있는 폭격기로는 영국의 아브로 랭커스터가 유일했지만, 그로브스의 요청으로 B-29 폭격기를 개조하여 폭격에 사용하기로 하였다. 루즈벨트는 독일에 폭격을 가하고자 하였지만 실행되기 전에 독일이 항복하였다.

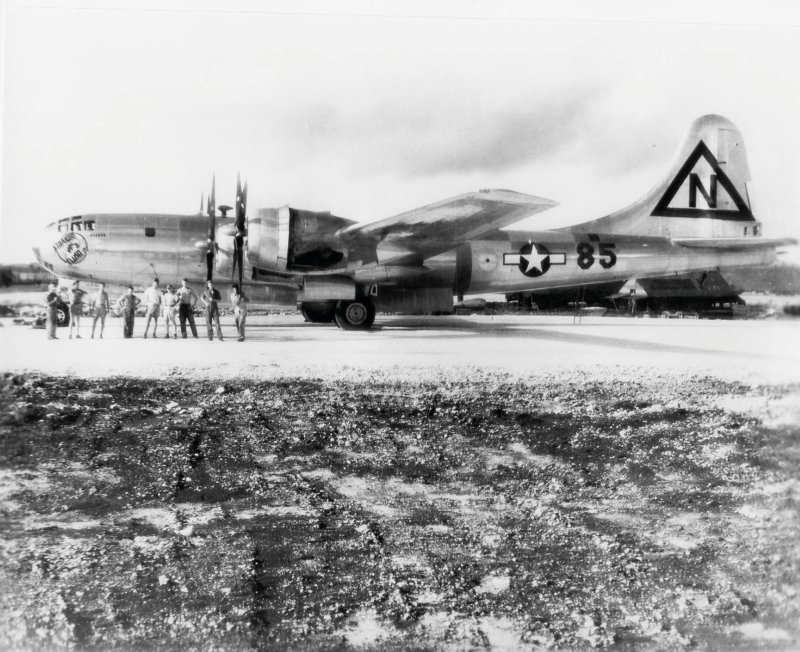
실버플레이트 소속의 B-29 폭격기 스트레이트 플러쉬(Straight Flush) 보안을 위해 꼬리에는 제444 폭격대의 문장을 그렸다.

1944년 12월 17일, 유타주 원도버 육군항공기지에서 제509 혼성대가 편성되었다. 이 이지는 네바다주 접경에 있었고 작전명은 킹맨, 또는 W-47 이라 불렸다. 이 부대에서 폭탄의 수송과 투하 준비가 이루어졌고 1945년 7월 준비가 완료되었다.
리틀 보이를 구성하는 부품들은 1945년 7월 16일 대부분 샌프란시스코에서 순양함 USS 인디애너폴리스(CA-35)에 실린 후, 7월 26일 티니안으로 운반되었다. 인디애너폴리스는 운송을 마친지 나흘 뒤에 일본군 잠수함에 의해 격침되었다. 이 때문에 우라늄-235를 포함한 나머지 부품들은 더글러스 DC-4 수송기를 통해 운반되었다. 팻 맨의 부품들은 두 개 분량이 준비되어 B-29에 실려 티니안으로 운반되었다. 맨해튼 지구와 미육군항공대는 고쿠라, 히로시마, 니가타, 교토 등을 폭격 예정지로 선정하였고, 이 가운데 히로시마와 교토를 최종 선정하였다. 그러나 그로브스는 교토가 폭격 실패 위험이 높다고 판단하고 보다 성공할 수 있는 나가사키로 교체하였다.

### 폭격
포츠담 회담에서 해리 S. 트루먼은 트리니티 실험이 성공한 것을 밝혔다. 트루먼은 소련의 지도자 이오시프 스탈린에게 미국이 새로운 강력한 무기를 보유하게 되었다고 별다른 자세한 내용을 밝히지 않은 채 언급하였다. 이것은 미국과 소련 사이에 핵폭탄에 대한 최초의 논의였다. 하지만, 이 시점에서 스탈린은 첩보원을 통해 미국의 핵 실험 성공을 알고 있었다. 일본이 포츠담 선언을 거부하자 일본에 대한 원폭은 기정사실이 되었다.

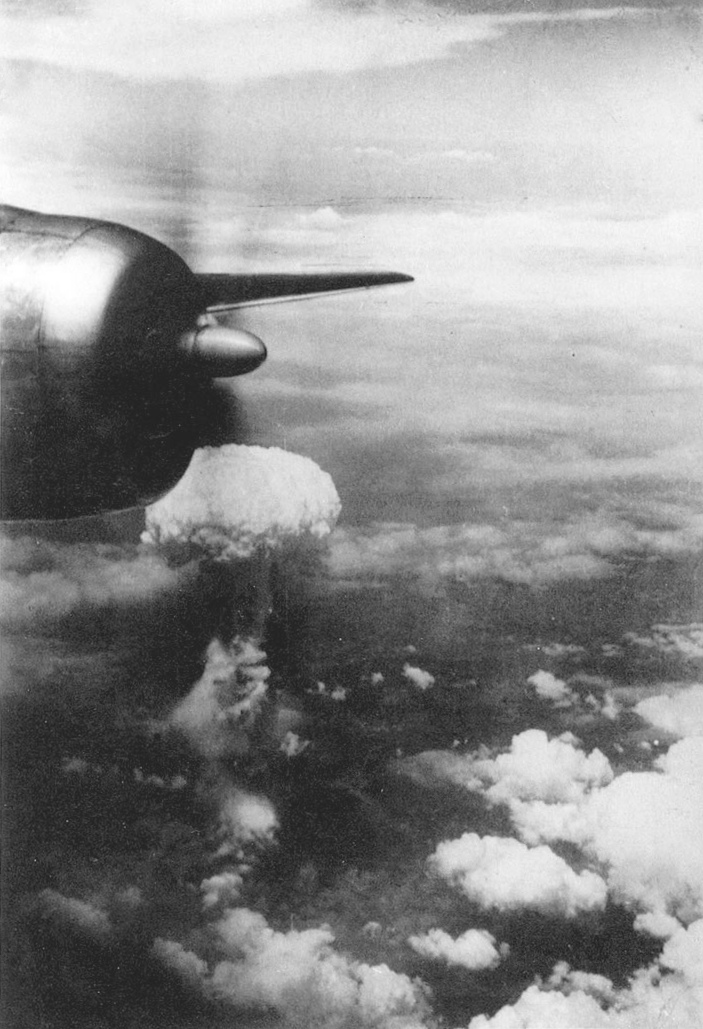
리틀 보이가 일으키는 버섯 구름을 에놀라 게이에서 찰영한 사진

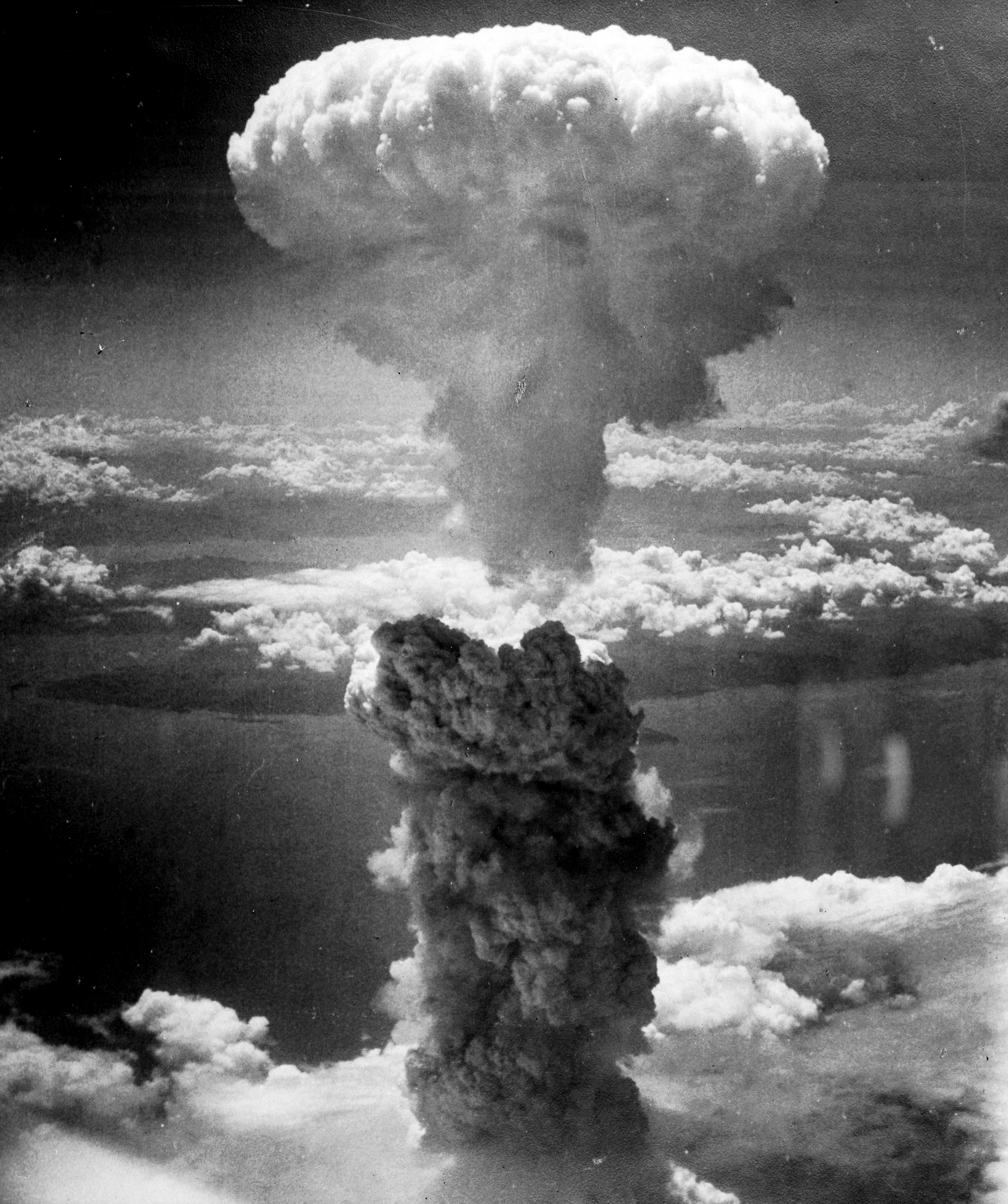
1945년 8월 9일 나가사키 상공에서 팻 맨(Fat Man)이 폭발한다.

1945년 8월 6일 폴 티베츠는 제393 폭격대 소속 B-29 에놀라 게이에 리틀 보이를 탑재하고 출격하였다. 선장은 중간에 공격을 당할 가능성에 크게 우려하고 있었다. 중간에 공격당하면 어떻게 될지 누구도 몰랐기 때문이었다. 그는 일본 육군의 주요 집결지이자 승선지였던 히로시마를 폭격하라는 명령을 받았다. 폭격이 여의치 않을 경우 대체할 폭격지는 고쿠라와 나가사키였다. 위험을 최소화하기 위해 원자 폭탄은 운송 중에 최종 조립되었다. 히로시마에 떨어진 리틀 보이가 폭발하자 530m에 달하는 구름 기둥이 솟아올랐다. 폭발력은 13킬로 톤의 TNT에 상응하는 것이었다. 12Km2 지역이 완전히 파괴되었고, 약 7만 명에서 8만 명이 폭발 당시 사망하였다. 부상자 역시 약 7만 명에 달했다.
1945년 8월 9일 아침 B-29 박스카에 찰스 W. 스위니 소령이 올랐다. 그는 팻 맨을 탑재하고 이륙하였다. 이륙 당시 B-29에 탑승했던 사람들 중 폭탄이 무엇인지 아는 사람은 로스앨러모스에서 폭탄의 위력을 보고하기 위해 온 과학자 하나였다. 다른 승무원들은 가장 위력이 센 폭탄이라고만 알고 있었다. 팻 맨은 조립이 완료된 상태에서 탑재되었다. 첫 번째 목표는 고쿠라였지만 구름 낀 날씨 때문에 시계가 좋지 않아 대체 폭격지인 나가사키에 팻 맨을 투하하였다. 폭격 장소의 또 다른 이유는 나가사키가 거의 폭격이 이루어지지 않아 폭탄의 위력을 알 수 있었기 때문이다. 폭발력은 21킬로 톤의 TNT와 상응하였고 나가사키는 전체 시 면적의 약 44%가 파괴되었다. 폭발 당시 사망자는 3만5천여 명이었고 6만여 명이 부상당했다.
그로브스는 제3의 폭탄을 8월 19일 투하하기로 계획하여 두었다. 이미 두 발의 팻 맨의 조립이 완료되어 있었다. 그러나, 일본이 무조건 항복함에 따라 실제 폭격은 이루어지지 않았다. 항복할 당시 한 일본 관리는 '만일 원자폭탄이 떨어지지 않았다면 우리는 항복의 이유를 찾는 데에 엄청난 노력을 했어야만 했다.'라는 말을 남겼다.
히로시마와 나가사키에 대한 폭격이 반드시 필요하였는지에 대해서는 역사학자 사이에 논란이 있다. 이른바 “원자 외교”가 아니었더라도 소련은 이미 일본에 대한 선전포고를 할 것이었기 때문이다. 하워드 진은 《냉전과 대학》에서 미국의 원폭은 도덕적으로나 군사적으로 전혀 정당하지 않으며 전후 소련과의 경쟁에서 우위를 점하기 위한 것이었다고 비판하고 있다.

## 전후

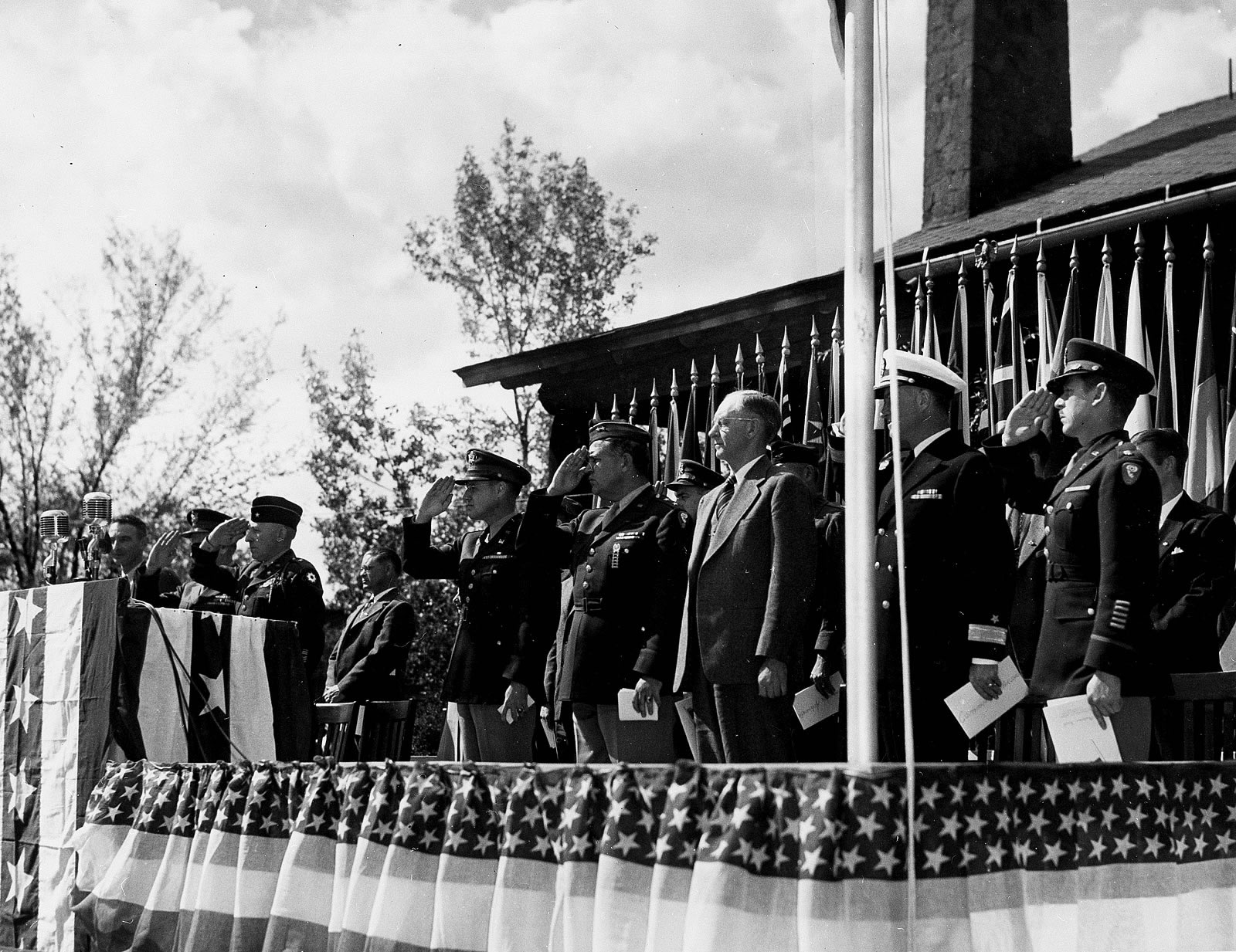
1945년 10월 16일 로스앨러모스에서 진행된 육군-해군 E 포상식. 왼쪽부터 J. 로버트 오펜하이머, 알려지지 않은 인물, 알려지지 않은 인물, 케네스 니콜스, 레슬리 글로브스, 로버트 고든 스프롤, 윌리엄 스털링 페이슨스.

폭격이 예정되자 그로브스는 헨리 디월프 스미스에게 경과 보고 작성을 지시한다. 1945년 8월 12일 스미스 보고서로 널리 알려진 〈원자력 에너지의 군사적 사용〉이 배포되었다. 그로브스와 니콜스는 자원 공급 수훈자에게 수여하는 육군-해군 E 포상식에서 수상자 대표로 수상하였다.
헨포드의 반응로들은 위그너 효과라고 불리는 중성자 포획 현상으로 오염되어 독성을 띄게 되었고 이 때문에 반응로 B, D, F가 폐쇄되었다. 1945년 9월, 폭탄을 제작한 Z 분과는 뉴멕시코 주의 옥스날드 기지로 이전되었고, S-50 과 Y-12에 있던 알파 트랙은 폐쇄되었다. 알파 트렉의 작업성은 여전히 좋았지만, K-25를 대체하여 건설된 K-27에 호환되지 않았기 때문이다.

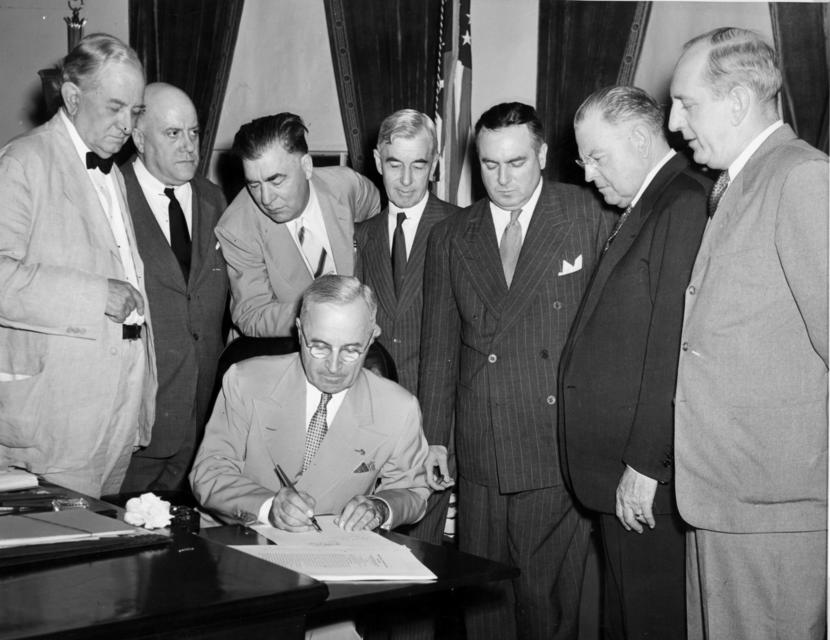
미국 대통령 해리 S. 트루먼이 1946년 제정된 원자력 에너지 법에 서명하고 있다.

핵무기 개발을 위한 대체 부지를 찾을 수 없어서 로스앨러모스는 보다 간단하고 안전한 핵폭탄의 개발을 위한 업무를 계속하였다. 하지만, 오펜하이머는 캘리포니아 대학교로 복귀하였고, 그로브스를 대신하여 노리스 브라드버리가 책임자로 임명되었다. 브라드버리는 그 후 25년간 핵무기 개발 책임자로 근무하였다.
사용되지 않은 두 발의 팻 맨은 비키니 환초로 운반되어 전함에서 핵무기를 사용하는 것을 실험하기 위한 크로스로즈 작전에 투입되었다. 이 가운데 한 발은 1946년 7월 비키니 핵 실험에서 수중 폭발되었다.
맨해튼 계획에 참여하였던 코난트, 보흐, 부시 등은 이후 냉전 시대에 있었던 핵무기 경쟁에 참여하여 핵무기를 개발하였다. 맨해튼 계획은 1946년 12월 31일 공식적으로 종료되었으나, 군사 부문인 맨해튼 지구는 1947년 8월 15일까지 유지되었다.

## 주해
1. ↑  원심 분리가 실패한 이유는 우라늄-235와 우라늄-238의 원자량 차이가 너무 작기 때문이었다.
2. ↑  FDR은 프랭클린 D. 루스벨트의 이니셜이다.
3. ↑  트로이 온스는 귀금속의 무게를 재는데 많이 쓰이는 야드파운드법 단위이다. 1 트로이 온스는 약 31.1034768 g이다. 6천 톤은 약 2억 트로이 온스가 된다. 재무성 차관은 너무나 엄청난 양의 은을 달라고 하자 놀란 자신의 심정을 이렇게 표현한 것이다. 2011년 7월 현물 거래 기준 국제 은 시세는 1 트로이 온스 당 약 36.23 달러였고, 이 가격대로라면 6천 톤은 72억 4천6백만 달러에 해당한다.
4. ↑  우라늄-235의 자연 반감기는 약 7억 380만년이다.

## 참고 문헌
일반, 행정, 역사 문헌
- Bernstein, Barton J. (June 1976). 《The Uneasy Alliance: Roosevelt, Churchill, and the Atomic Bomb, 1940–1945》. 《The Western Political Quarterly》 29 (University of Utah). 202–230쪽. JSTOR 448105.
- Fine, Lenore; Remington, Jesse A. (1972). 《The Corps of Engineers: Construction in the United States》. Washington, D.C.: United States Army Center of Military History. OCLC 834187.
- Frisch, David H. (June 1970). 《Scientists and the Decision to Bomb Japan》. 《Bulletin of the Atomic Scientists》 26 (Educational Foundation for Nuclear Science). pp. 107–115쪽.
- Gilbert, Keith V. (1969). 《History of the Dayton Project》 (PDF). Miamisburg, Ohio: Mound Laboratory, Atomic Energy Commission. OCLC 650540359. 2013년 7월 29일에 원본 문서 (PDF)에서 보존된 문서. 2011년 7월 21일에 확인함.
- Gosling, Francis George (1994). 《The Manhattan Project : Making the Atomic Bomb》. Washington, DC: United States Department of Energy, History Division. OCLC 637052193.
- Gowing, Margaret (1964). 《Britain and Atomic Energy, 1935–1945》. London: Macmillan Publishing. OCLC 3195209.
- Hewlett, Richard G.; Anderson, Oscar E. (1962). 《The New World, 1939–1946》. University Park: Pennsylvania State University Press. ISBN 0-520-07186-7. OCLC 637004643.
- Hewlett, Richard G.; Duncan, Francis (1969). 《Atomic Shield, 1947–1952》. A History of the United States Atomic Energy Commission. University Park: Pennsylvania State University Press. ISBN 0-520-07187-5. OCLC 3717478.
- Holloway, David (1994). 《Stalin and the Bomb: The Soviet Union and Atomic Energy, 1939–1956》. New Haven, Connecticut: Yale University Press. ISBN 0-300-06056-4. OCLC 29911222.
- Howes, Ruth H.; Herzenberg, Caroline L. (1999). 《Their Day in the Sun: Women of the Manhattan Project》. Philadelphia: Temple University Press. ISBN 1-56639-719-7. OCLC 49569088.
- Hunner, Jon (2004). 《Inventing Los Alamos: The Growth of an Atomic Community》. Norman: University of Oklahoma Press. ISBN 978-0-8061-3891-6. OCLC 154690200.
- Johnson, Charles; Jackson, Charles (1981). 《City Behind a Fence: Oak Ridge, Tennessee, 1942–1946》. Knoxville: University of Tennessee Press. ISBN 0-87049-303-5. OCLC 6331350.
- Jones, Vincent (1985). 《Manhattan: The Army and the Atomic Bomb》. Washington, D.C.: United States Army Center of Military History. OCLC 10913875.
- Rhodes, Richard (1986). 《The Making of the Atomic Bomb》. New York: Simon & Schuster. ISBN 0-671-44133-7. OCLC 13793436.
- Schwartz, Stephen I. (1998). 《Atomic Audit: The Costs and Consequences of US Nuclear Weapons》. Washington, D.C.: Brookings Institution Press. 1999년 2월 8일에 원본 문서에서 보존된 문서. 1999년 2월 8일에 확인함.

기술 문헌
- Ahnfeldt, Arnold Lorentz, 편집. (1966). 《Radiology in World War II》. Washington, D.C.: Office of the Surgeon General, Department of the Army. OCLC 630225.
- Baker, Richard D.; Hecker, Siegfried S.; Harbur, Delbert R. (1983). 《Plutonium: A Wartime Nightmare but a Metallurgist's Dream》 (PDF). 《Los Alamos Science》 (Los Alamos National Laboratory). 142–151쪽. 2011년 10월 17일에 원본 문서 (PDF)에서 보존된 문서. 2010년 11월 22일에 확인함.
- Hanford Cultural Resources Program, U.S. Department of Energy (2002). 《History of the Plutonium Production Facilities, 1943–1990》. Richland, Washington: Hanford Site Historic District. OCLC 52282810.
- Hansen, Chuck (1995a). 《Volume I: The Development of US Nuclear Weapons》. Swords of Armageddon: US Nuclear Weapons Development since 1945. Sunnyvale, California: Chukelea Publications. ISBN 978-0-9791915-1-0. OCLC 231585284.
- Hansen, Chuck (1995b). 《Volume V: US Nuclear Weapons Histories》. Swords of Armageddon: US Nuclear Weapons Development since 1945. Sunnyvale, California: Chukelea Publications. ISBN 978-0-9791915-0-3. OCLC 231585284.
- Hoddeson, Lillian; Henriksen, Paul W.; Meade, Roger A.; Westfall, Catherine L. (1993). 《Critical Assembly: A Technical History of Los Alamos During the Oppenheimer Years, 1943–1945》. New York: Cambridge University Press. ISBN 0-521-44132-3. OCLC 26764320.
- Home, R. W.; Low, Morris F. (September 1993). 《Postwar Scientic Intelligence Missions to Japan》. 《Isis》 84 (University of Chicago Press on behalf of History of Science Society). pp. 527–537쪽. JSTOR 235645.
- Ruhoff, John; Fain, Pat (June 1962). 《The First Fifty Critical days》. 《Mallinckrodt Uranium Division News》. Vol. 7 (St. Louis: Mallinckrodt Incorporated). 2015년 3월 30일에 원본 문서에서 보존된 문서. 2010년 10월 30일에 확인함.
- Serber, Robert; Rhodes, Richard (1992). 《The Los Alamos Primer: The First Lectures on How to Build an Atomic Bomb》. Berkeley: University of California Press. ISBN 0-520-07576-5. OCLC 23693470. (위키미디어 공용에서 확인 가능함.)
- Smyth, Henry DeWolf (1945). 《Atomic Energy for Military Purposes: the Official Report on the Development of the Atomic Bomb under the Auspices of the United States Government, 1940–1945》. Princeton, New Jersey: Princeton University Press. OCLC 770285.
- Thayer, Harry (1996). 《Management of the Hanford Engineer Works In World War II: How the Corps, DuPont and the Metallurgical Laboratory Fast Tracked the Original Plutonium Works》. New York: American Society of Civil Engineers Press. ISBN 0-7844-0160-8. OCLC 34323402.
- Waltham, Chris (2002년 6월 20일). 《An Early History of Heavy Water》 (PDF). Department of Physics and Astronomy, University of British Columbia. 2011년 7월 6일에 원본 문서 (PDF)에서 보존된 문서. 2010년 10월 30일에 확인함.
- Weinberg, Alvin M. (1961년 7월 21일). 《Impact of Large-Scale Science on the United States》. 《Science, New Series》 134 (American Association for the Advancement of Science). pp. 161–164쪽. JSTOR 1708292.

참가자 기록
- Bethe, Hans A. (1991). 《The Road from Los Alamos》. New York: Simon and Schuster. ISBN 0-671-74012-1. OCLC 22661282.
- Goudsmit, Samuel A. (1947). 《Alsos》. New York: Henry Schuman. ISBN 0-938228-09-9. OCLC 8805725.
- Groves, Leslie (1962). 《Now it Can be Told: The Story of the Manhattan Project》. New York: Harper & Row. ISBN 0-306-70738-1. OCLC 537684.
- Libby, Leona Marshall (1979). 《Uranium People》. New York: Charles Scribner's Sons. ISBN 0-684-16242-3. OCLC 4665032.
- Nichols, Kenneth David (1987). 《The Road to Trinity: A Personal Account of How America's Nuclear Policies Were Made》. New York: William Morrow and Company. ISBN 0-688-06910-X. OCLC 15223648.
- Ulam, Stanisław (1983). 《Adventures of a Mathematician》. New York: Charles Scribner's Sons. ISBN 0-520-07154-9. OCLC 1528346.

## 같이 보기
- 알소스 미션(영어판)
- 베르너 하이젠베르크
- 베르너 폰 브라운
  - V-2 로켓